# Histoire des agences de presse
L'histoire des agences de presse est marquée, depuis près de deux siècles, par une succession d'innovations technologiques et de bouleversements politiques qui ont transformé le paysage dans ce secteur.

## XVIIIesiècledébut duXIXesiècle

### Échanges et mutualisations, le rôle duPost Officeà Londres et à Washington

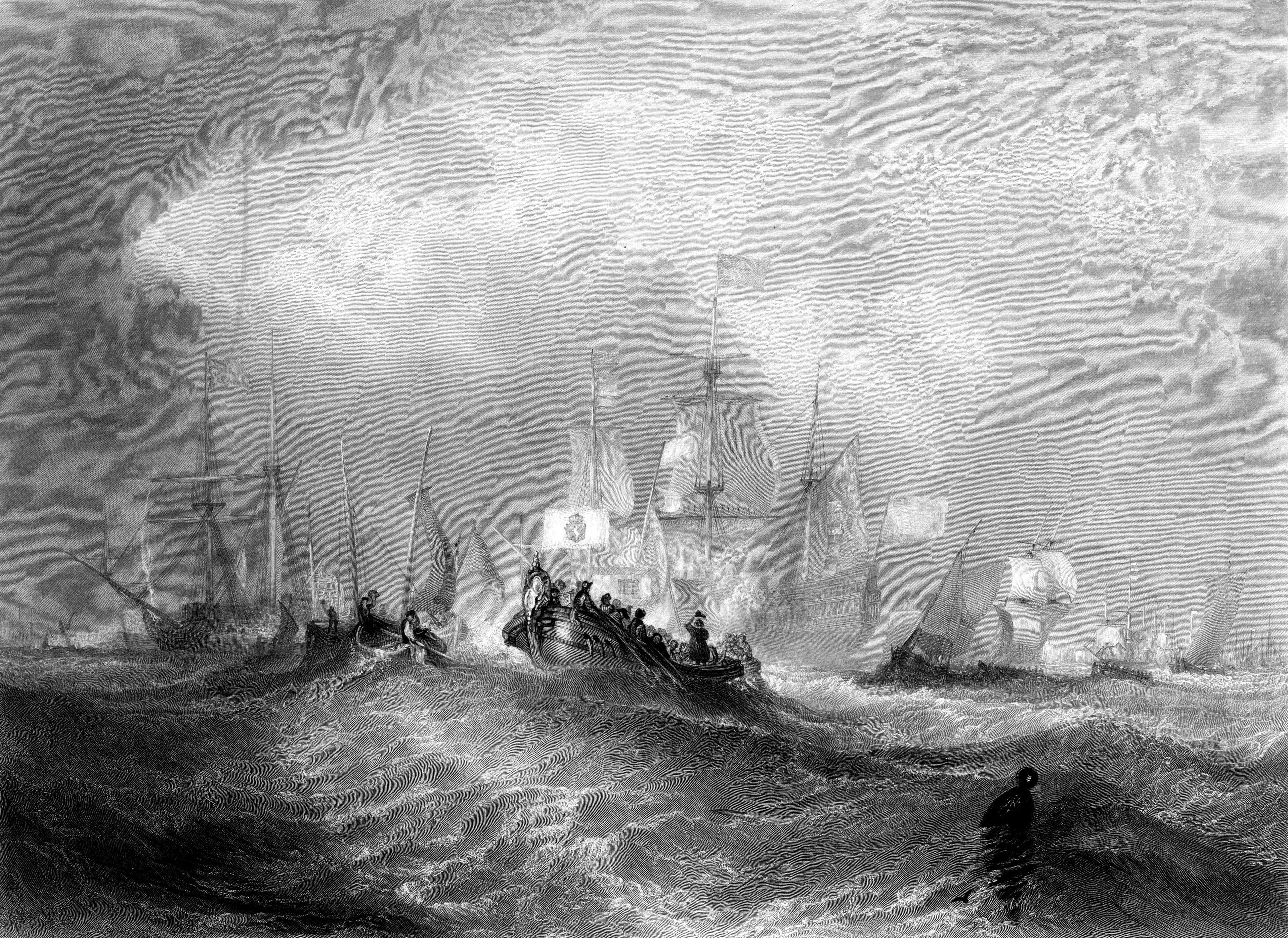
15 novembre 1688 : Le débarquement hollandais lance la « Glorieuse révolution » britannique.

La Glorieuse révolution britannique donne au Post Office le rôle d'une quasi-agence de presse : il organise l'échange de nouvelles entre journaux anglais, pour mieux faire circuler les informations et mutualiser le coût de leur collecte. Le Post Office emploie 700 personnes dès 1696, deux fois plus qu'en 1688. Il subventionne les abonnements des journaux les uns aux autres pour presque rien, effectués par six Clerks of the Road, les seuls autorisés à effectuer des envois postaux après 19 heures, réservant aux journaux le créneau horaire des nouvelles les plus récentes. En 1695, la censure est abolie, 26 publications ayant été créées entre 1688 et 1692. Les quasi-quotidiens, paraissant trois fois par semaine, se multiplient. Dans les années 1720, l'administration de Robert Walpole lance un nouveau développement du service postal grâce auquel l'Angleterre a une cinquantaine de journaux en 1770, dont 9 quotidiens à Londres, où la Poste distribue dès 1782, chaque jour 60 000 exemplaires de journaux.
Dans les colonies anglaises d'Amérique, entre 1753 et 1761, l'Office royal des postes est codirigé par William Hunter (en) et Benjamin Franklin, tous deux journalistes et éditeurs. Par une circulaire aux maîtres de poste de 1758, ils formalisent cette politique d'échanges systématiques des publications, relevant jusque-là de « gentleman's agreement ».

### Les comités de correspondance de la Guerre d'indépendance américaine

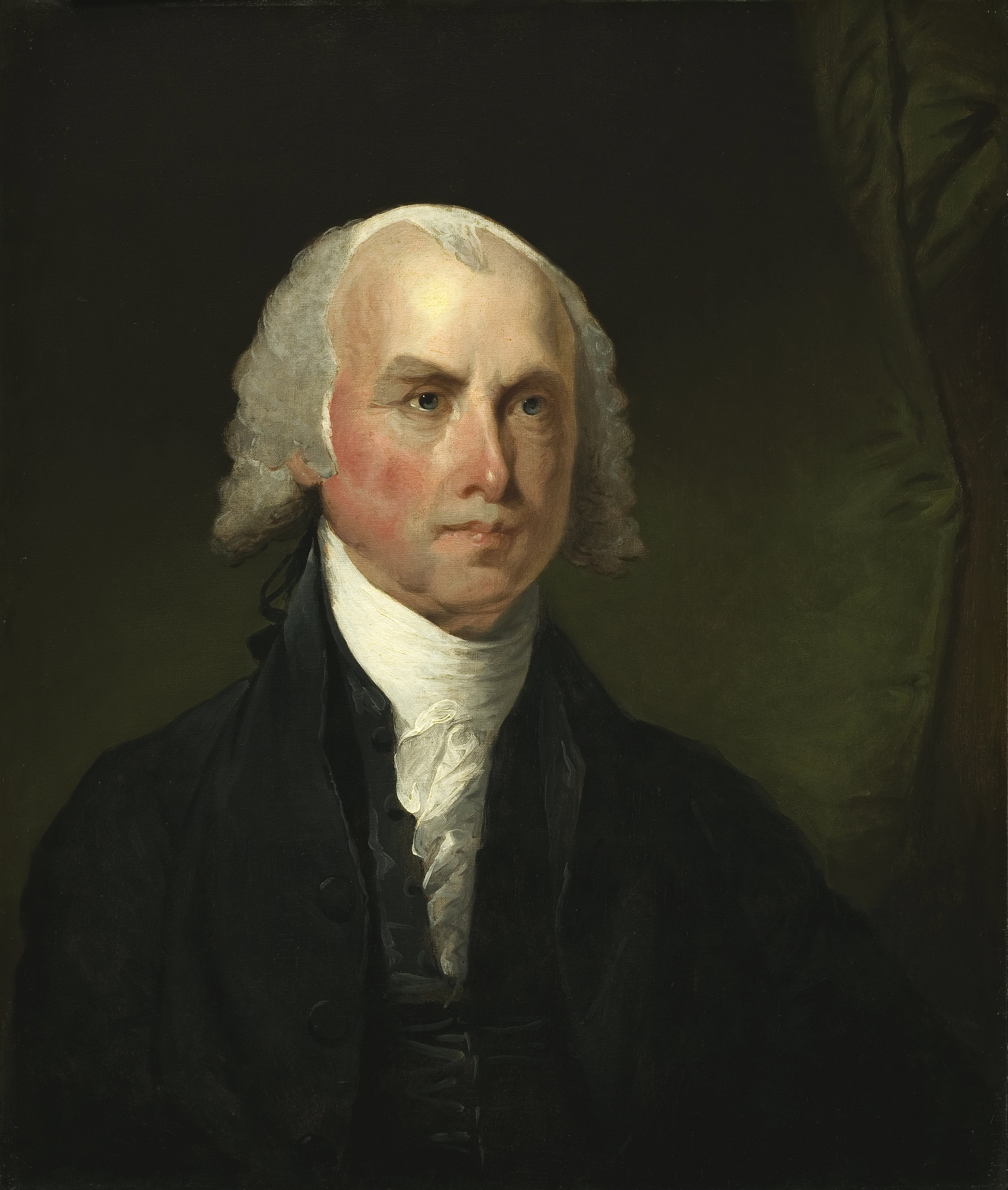
Pour James Madison, l'échange postal de journaux stimule le civisme.

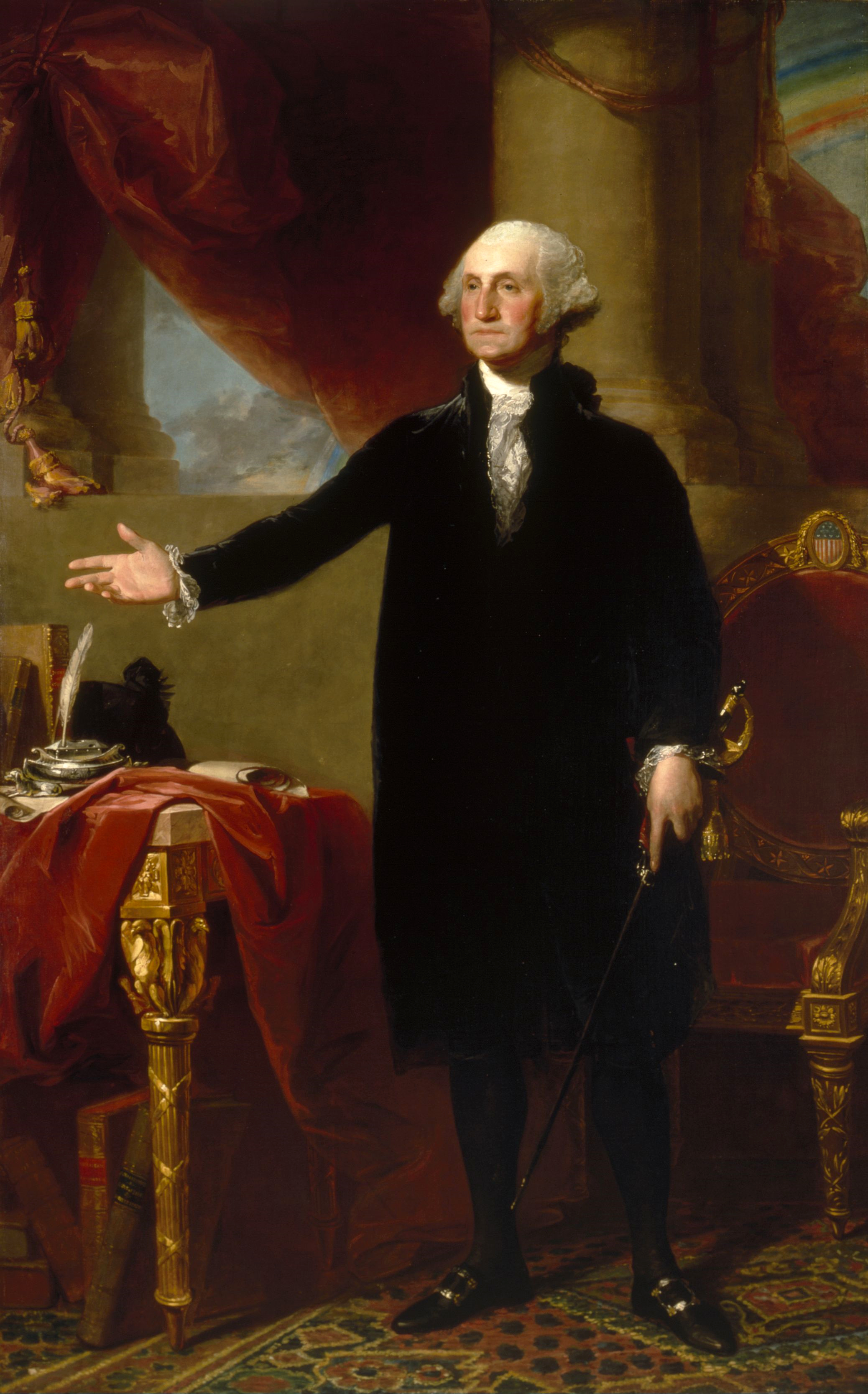
Pour George Washington, il permet d'unir les différentes régions du pays

La Guerre d'indépendance des États-Unis est précédée par un bouillonnement intellectuel et politique. La puissance coloniale britannique tente de le tuer dans l'œuf, en coupant les services postaux. Les indépendantistes créent alors des « Committee of correspondence », obéissant à des protocoles précis (agenda, prise de parole, principe d’égalité entre les membres, qui acceptent de subordonner leurs opinions individuelles aux communications du Comité)). Ils établissent des plans d'action collectifs, dessinant les prémices d'une union politique formelle entre les colonies et lançant un effort « national » pour un réseau d'information. Le premier fut formé à Boston en 1764, face aux réformes impopulaires des services des douanes. Près d'une centaine d'autres lui sont reliés en 1772, dans les treize colonies, sous l'impulsion de Samuel Adams et Joseph Warren. Ces « Comités de correspondance » de 1773 aboutirent au Congrès de 1774, deux ans avant la guerre. Ils ont leurs propres messageries, avec chevaux et bateaux, même si la Royal Navy reste un bastion du pouvoir colonial.
Le modèle américain des Comités de correspondance a été imité lors de la Révolution française, en Bretagne dès 1787 et 1788. En Auvergne, ils fleurissent à Besse, Brioude, Champeix, Gannat, La Tour d'Auvergne. Les pères de l'indépendance américaine, de James Madison à George Washington, veulent un service postal national, dans un esprit civique pour le premier, fédérateur pour le second. Le Post Office Act de 1792 déclare que « chaque éditeur doit envoyer gratuitement un exemplaire de chaque journal à tous les autres éditeurs des États-Unis », la circulation des nouvelles relevant de l'Intérêt général.
Le nombre de bureaux de poste est multiplié par cent en une quarantaine d'années. La presse est subventionnée. En 1832, elle pèse un sixième des recettes postales américaines mais 95̥ % du poids transporté. Certains journaux sont encore gratuitement abonnés à 600 autres en 1839, selon le ministre des postes Amos Kendall. En 1850, le prestigieux quotidien New York Herald offre toujours un contenu majoritairement issu d'échanges de journaux. Le volume télégraphié par l'Associated Press a déjà doublé en deux ans, mais reste centré sur les urgences (décisions politiques, cours des matières premières). Ce système d'échanges postaux décentralisés permet aux choix éditoriaux de conserver une forme horizontale, en réseau. Il va longtemps influer sur l'histoire des agences de presse américaine. Au nom de l'Intérêt général, l'événement local ou national mis en avant par un hebdomadaire rural de l'Ouest ou du Sud, l'éclairage choisi, ont le même droit de cité que l'opinion d'un éditorialiste de Washington.

### À la Révolution française, Chappe propose une agence de presse
Alors que l'article 11 de la Déclaration des droits de l'homme et du citoyen de 1789 stipule que « tout citoyen peut parler, écrire, imprimer librement », la Révolution française investit dans le télégraphe optique de l'abbé Claude Chappe. Son frère Ignace Chappe (1760-1830), député à l’assemblée législative, l’aide à faire adopter une ligne de quinze stations, sur environ 200 kilomètres entre Paris et Lille, afin de transmettre les informations de la guerre. Elle fonctionne partiellement dès 1791 et est terminée en 1794, mais prolongée seulement en 1798 vers Dunkerque, la mer, Bruxelles, Anvers et Amsterdam, le Directoire freinant le processus dès 1795. La ligne vers Metz prend aussi du retard. Une troisième ligne fut construite en 1798 de Paris à Brest, et une quatrième en 1799 de Paris à Lyon, continuée en 1805 jusqu'à Turin et Milan, et en 1809 jusqu'à Venise.
En décembre 1798, Claude Chappe propose la création, entre autres, d'une sorte d'agence de presse télégraphique. En avril 1800, dans une lettre au Consulat, l'abbé Claude Chappe pronostique à nouveau la création d'une agence de presse, mais moins ambitieuse, sous la forme d'un Journal des départements qui recevrait une dépêche de Paris par télégraphe optique, mais il n'est pas suivi par le 1er consul Napoléon Bonaparte, qui trouve cette technologie chère et peu sûre. La Suède, le Danemark et l'Angleterre ont aussi mis en œuvre la télégraphie optique peu après. En France, le télégraphe reste exploité par une société privée informelle, celle des frères Chappe. Après l'intérim assuré par Pierre-François Marchal (1785 - 1864), député de la Meurthe, Alphonse Foy leur succédera comme « directeur du télégraphe Chappe », passé aux mains de l'État, et s'opposera aux projets concurrents de l'homme d'affaires Claude Ferrier puis militera pour que soit rédigé un projet de loi instituant un monopole public du télégraphe, présenté aux députés en janvier 1837. Entretemps, en décembre 1830 un mémorandum à l'État-major propose l'édification du télégraphe optique prussien, qui est lancée en janvier 1832, tandis qu'en 1831, un ancien employé de Chappe, Pierre-Jacques Château, renvoyé après la Révolution de 1830, a établi en Russie deux lignes de télégraphie aérienne à vocation militaire, l'une, simplement expérimentale, de huit postes entre Saint-Pétersbourg et l'île de Cronstadt, et l'autre, longue de cent quarante-huit postes entre Saint-Pétersbourg et Varsovie. La première ligne a été ouverte en février 1834, la seconde à la fin de mars 1839.

### Des paquets de journaux, lancés du bastingage des navires venus d'Europe
Jusqu'en 1830, les nouvelles commerciales, comme les prix et pénuries de marchandises attendues dans les ports, sont la priorité de trois des six patrons de presse qui fonderont deux décennies plus tard l'Associated Press : Gerard Hallock, James Watson Webb et son bras doit Gordon Bennett. Afin de publier de l’information fraîche avant leurs concurrents, ils affrètent des petits bateaux rapides allant à la rencontre des gros navires venus d'Europe, qui leur lancent des paquets de journaux français, anglais et belges. Cette technique est développée dès la fin du XVIIIe siècle par la New York Gazette de John Lang. L'Amérique n'a pas encore d'industrie et les prix des marchandises varient très fortement, car le commerce atlantique a été bouleversé par l'indépendance haïtienne et le Blocus continental des guerres napoléoniennes.
Puis c'est la Guerre de 1812 entre l'Angleterre et les États-Unis. Sa fin est révélée par le Post and Courier de Aaron Smith Willington, en Caroline du Sud, qui approche un navire espagnol venu de Floride. À Boston, les nouvelles du port sont centralisées par Henry Ingraham Blake et Samuel Topliff, qui a un Télégraphe optique entre le port et la ville et une « salle de nouvelles » ouverte aux journalistes et aux négociants recherchant de précieuses informations commerciales, en particulier les prix européens des marchandises. Gerard Hallock l'embauche à New York, en 1828, lorsqu'il fonde le Journal of Commerce, avec Arthur Tappan et Samuel Morse, puis rachète la liste d'abonnés du New York Gazette. Au début des années 1830, James Watson Webb dépense près de 130 000 dollars pour son schooner qui patrouille à cent kilomètres des côtes, dans l'espoir d'approcher le premier d'éventuels navires venus d'Europe, avec des scoops pour son journal financier, le New York Morning Courier, animé par Gordon Bennett. Hallock, Webb et Benett lanceront aussi des Pony Express (courrier) lors de la décennie suivante.

## Années 1830
Les révolutions de 1830 en Europe font éclore un grand nombre de journaux, mais la tentative d'assassinat de l'attentat de Giuseppe Fieschi contre Louis XVIII en 1835 amène le gouvernement français à les surveiller, en favorisant le modèle semi-privé de l'Agence Havas.

### La multiplication des «agencicules» et «correspondances» parisiennes après la Révolution de 1830

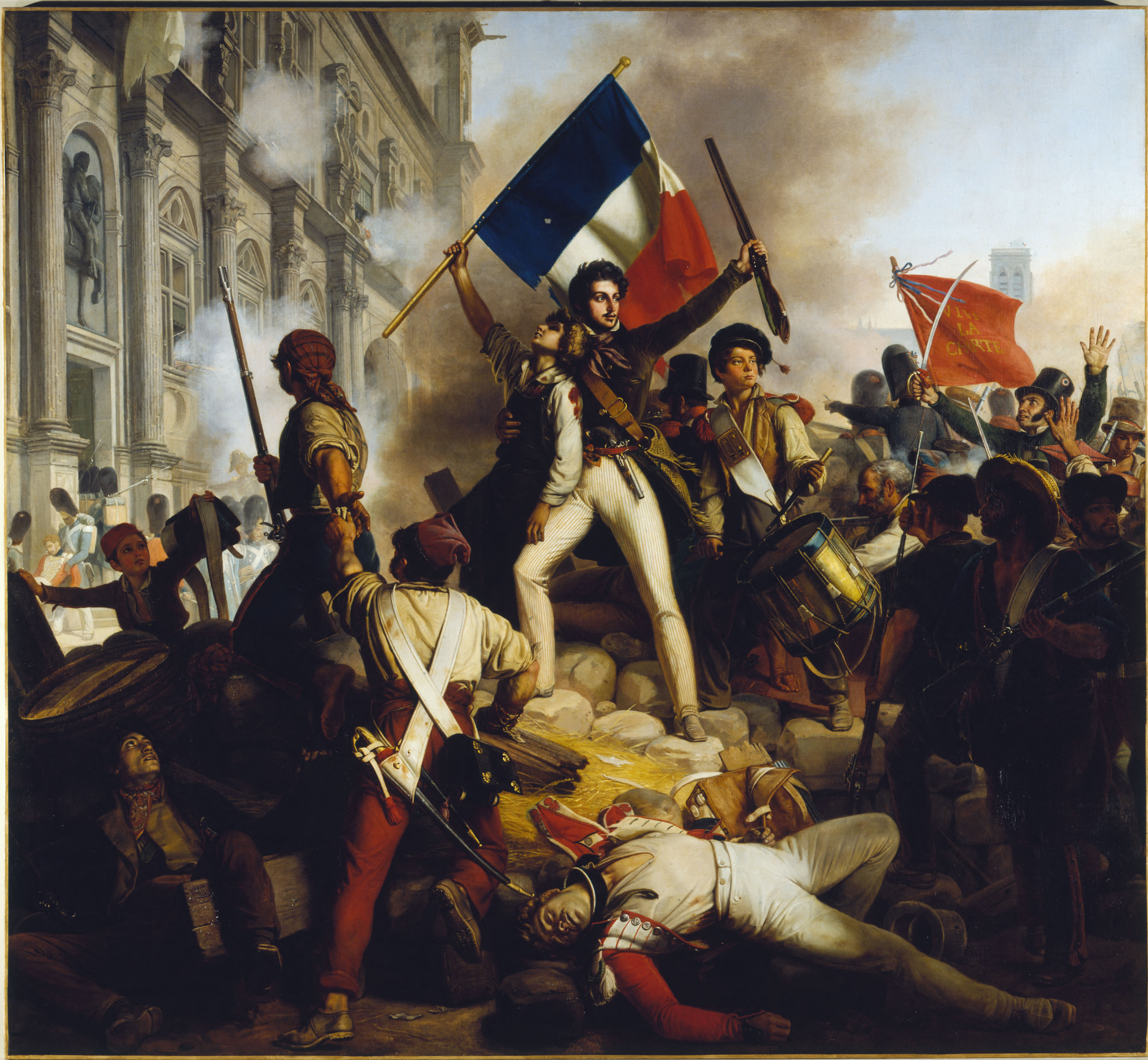
Le combat devant l’Hôtel de ville le 28 juillet 1830. par Jean-Victor Schnetz.

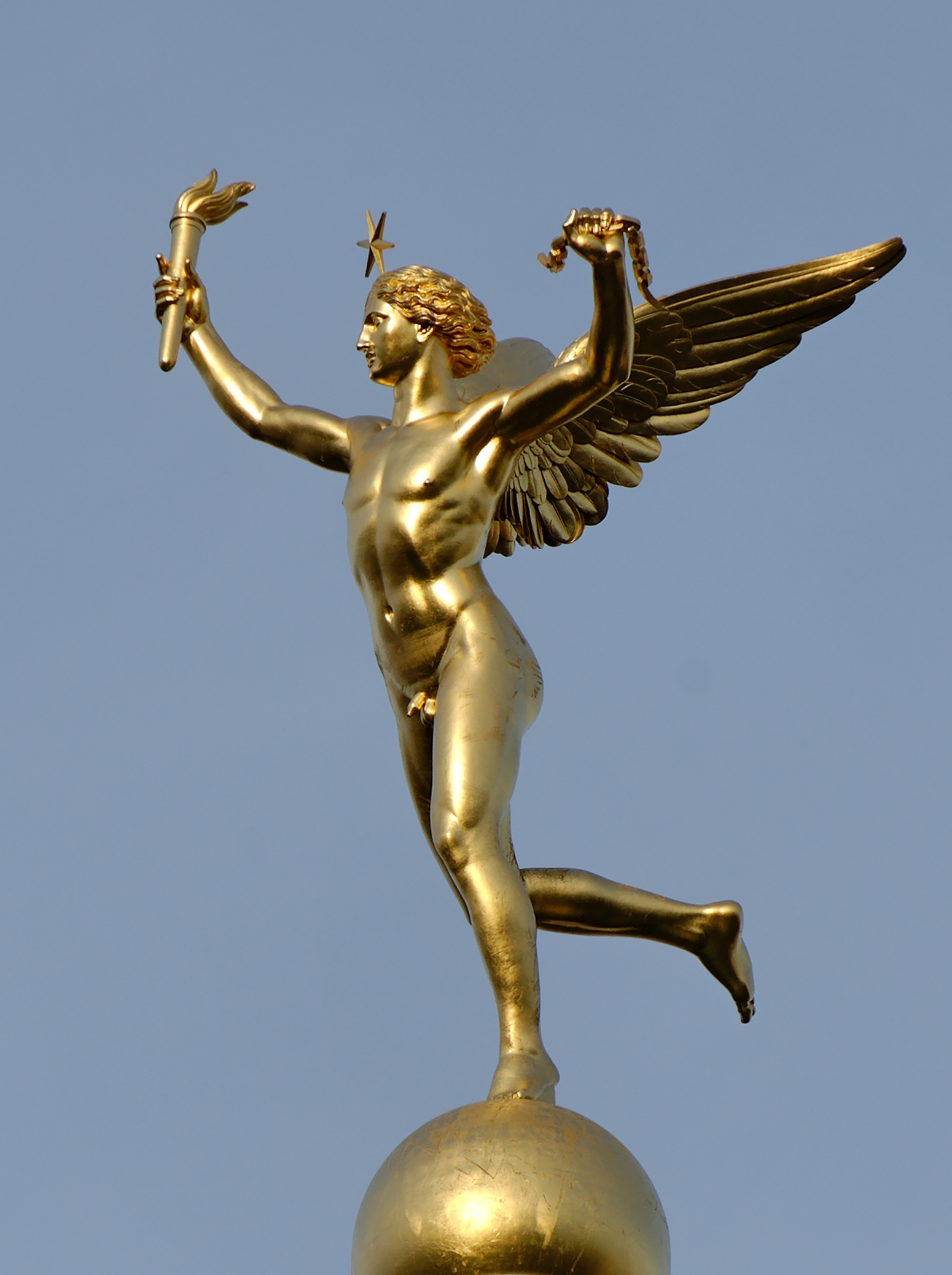
Le Génie de la Liberté en haut de la colonne de la Bastille, élevée en mémoire des Trois Glorieuses.

En France, de 1815 à 1870, une « bonne partie du débat politique tourne autour de la Liberté de la presse », dopée par les révolutions de 1830, 1848 et 1870. Celle de juillet 1830 a pour épicentre la révolte des journalistes pour la liberté de la presse. Par la suite, plusieurs « agencicules » diffusent par la poste des « correspondances » lithographiées à un ensemble de journaux, afin de mutualiser le coût des nouvelles nationales et internationales, des cours de Bourse ou des matières premières. En 1833, Alexandre Labot a recensé les statistiques des 335 journaux publiés dans 113 villes de province. Beaucoup d'« agencicules » sont aussi des « courtiers d’annonces », collectant les publicités de la 4e page et accordant une remise de 20 % à 50 %, sur le prix. Dès 1836, les recettes publicitaires du Journal des débats, de la Gazette de France et du Constitutionnel dépassent 200 000 francs. Les « principaux courtiers d’annonces » sont treize en 1838. À partir de 1828, chaque agencicule répond aux besoins d'une catégorie de journaux.
- En 1828, le journaliste Placide Justin, classé dans les « opposants à Louis-Philippe »[28] lance « La Correspondance politique et agence des journaux des départements et de l'étranger »[29], deux ans après avoir fondé le premier quotidien du Havre. Dirigée par l'avocat Chauvin-Belliard et le journaliste légitimiste Étienne-Pierre Lubis, cette « Correspondance Justin » embauche en 1833 Victor de Persigny. Autre rédacteur célèbre, Antoine de Carrion-Nizas, arrêté le 1er août 1835, après l'attentat de Giuseppe Fieschi contre Louis-Philippe[30], juste avant le vote de la sévère loi sur la presse de 1835.
- Vers 1830, un écrivain badois, le docteur Eduard Singer, conseiller des princes de la Maison Reuss[31], crée à Strasbourg un « bureau de correspondance », pour traduire la presse, sous forme de lithographies à destination des diplomates et journaux allemands[32],[33].
- Fin 1830, les diverses feuilles légitimistes créent leur propre bureau de « correspondance »[29], rebaptisé « Bureau d'information » en 1840, lorsqu'il est accompagné d'une édition particulière de La Gazette de France et à partir de 1849 d'une « lettre parisienne » d'Alexandre Guyard de Saint-Chéron. Dans les années 1850, cet « lettre parisienne », et la signature de Saint-Chéron font partie des trois feuilles blanches quotidiennes envoyées à ses clients par l'Agence Havas[34].
- En décembre 1830, le journaliste Jacques Bresson crée « L'Office-Correspondance », agence des journaux étrangers et de province, qui mutualise trois collectes: cours de bourse, nouvelles nationales et internationales, publicité[35], y compris pour annoncer dans un journal étranger. Il crée, également rue Notre-Dame-des-Victoires, à Paris une des premières publications boursières, le Cours général des actions des entreprises industrielles et commerciales. Lepelletier et Bourgoin lui succèdent vite et rachètent la Correspondance Labot pour 40 000 francs[36].
- Fin 1831 est créée à Paris la « Correspondance Garnier », facturée 600 francs par an et « trop influente pour que le gouvernement ne s'en emparât pas », qui conserva « une couleur orléaniste pendant plusieurs années après le chute de la monarchie de Juillet » (1848) puis « se fondit avec la puissante entreprise Havas-Bullier »[37].
- En 1832, les républicains lancent leur « Association pour la liberté de la presse », afin d'organiser les intérêts de leurs journaux départementaux[29] mais ses débuts sont difficiles. Le relais est pris en 1838 par Edouard Degouve de Nuncques, qui fonde la « Correspondance de presse parisienne des journaux radicaux des départements », appelée aussi Correspondance de Gouve de Nuncques, qui disparaîtra en 1848, reparaîtra en 1849 puis sera achetée par Havas.

```
*En 1835, 
Charles-Louis Havas
 transforme son « Bureau de traduction » en « Bureau de nouvelles » et lance une « Correspondance politique », ainsi que des traductions de presse vers la presse.
```

### Les Pony Express répondent à la spéculation mondiale sur le coton du Mississippi

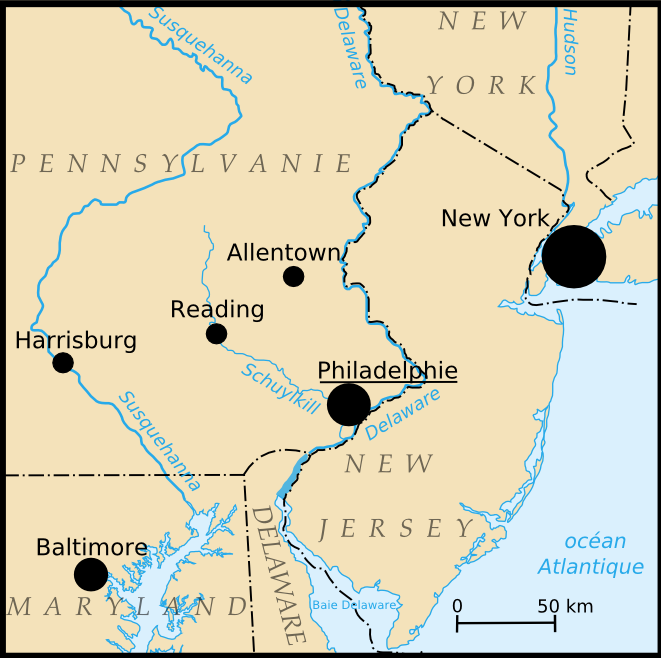
Plusieurs quotidiens new-yorkais créent un service privé de cavaliers vers Philadelphie, où les nouvelles arrivent par bateau de Washington

Trois des six journaux qui fonderont l'Associated Press new-yorkaise en 1848 ont joué un rôle majeur, une douzaine d'années plus tôt, dans l'énorme spéculation sur les cultures cotonnières de la vallée du Mississippi. Nourrie à Amsterdam, Liverpool ou Londres, la bulle spéculative explose, ce qui entraîne la Panique de 1837 et sa conséquence, l'émigration de milliers de planteurs ruinés vers les terres mexicaines du Texas. Le président Andrew Jackson est l'iniateur de la crise. Dès 1830, le Courier and Enquirer de New York obtient en seulement 27 heures le texte de son discours sur l'État de l'Union, grâce à un pony express. C'est le premier lien terrestre rapide entre les grands ports. Son rival new-yorkais, le Journal of Commerce, du duo Samuel Morse-Gerard Hallock, répond à ce « coup médiatique » ponctuel. Il affrète un autre pony express, plus régulier, qui relie New York à Philadelphie à partir du début janvier 1833. Il bat d'une journée la Poste américaine, qui le rachète dès la fin du mois. Hallock et Morse complètent alors immédiatement leur service jusqu'à Washington, 200 km plus au sud. Ils battent à nouveau la poste. L'enjeu est réel, car Andrew Jackson, juste après sa réélection triomphale en décembre, a demandé au Congrès de priver la Réserve fédérale américaine des dépôts du Trésor. Un bras de fer risqué, qui va durer des années. Au même moment, La Nouvelle-Orléans voit se créer en quelques mois les deux banques les mieux capitalisées d'Amérique, l'Union Bank of Louisiana et la Banque des citoyens de la Louisiane. Elles sont financées par la Barings anglaise, fascinée par la fertilité des terres vierges de l'État du Mississippi, d'où les amérindiens ont été chassés. En 1834, la récolte de coton y a déjà été multipliée par huit en quinze ans. Entre 1832 et 1837, sa population double, 170 000 Blancs s'y installant, et les crédits bancaires sont multipliés par quinze. L'argent vient d'Europe : en 1837, la moitié des 39 millions de dollars capitalisés par les seize banques de Louisiane y a été émis, principalement aux Pays-Bas.La Louisiane devient l'État le plus bancarisé du pays, avec 25 dollars de billets par habitant, trois fois plus que ses voisins.

La république du Texas (en jaune) est un refuge pour les planteurs du Mississippi, accablés par l'effondrement des cours du coton et poursuivis par les créanciers, eux-mêmes ruinés. L'installation en territoire mexicain permet d'éviter la saisie de leurs esclaves.

Les éditoriaux du Jackson Mississippian ont beau dénoncer la corruption qui accompagne ce boom à crédit, ils ne parviennent pas jusqu'à Liverpool, où les prix de « l'or blanc » doublent, poussés par la spéculation. La capitale mondiale du coton voit se former 39 banques par actions entre janvier et avril 1836, qui lèvent plus de 5 millions de sterling. Lors des six semaines suivantes, c'est l'emballement : 60 nouveaux projets de banques, pour 15 millions de sterling, trois fois plus . Dès le 27 avril 1836, un discours au Congrès de Churchill C. Cambreleng évoque la fragilité de ce boom bancaire, mais ses statistiques sont mal comprises par le correspondant du Journal of Commerce. À la mi-juin, le Times de Londres s'en inquiète cependant. Et en août, la place financière d'Amsterdam exige qu'une grosse émission d'obligations de la Citizens Bank of Louisiana soit partagée avec Paris et Londres. Le 2 septembre 1836, la Banque d'Angleterre cesse de refinancer les banques, y compris américaines. Le système bancaire mondial est en effet à court de métaux précieux pour garantir l'énorme création monétaire en cours. Mais la nouvelle n'arrive à La Nouvelle-Orléans que le 15 octobre, soit 43 jours après : 25 pour traverser l'Atlantique et 18 pour descendre vers le Sud. Les planteurs ne comprennent pas la crise et tarderont à s'y adapter : en 1839, la production du Mississippi dépassera de 60̥ % celle de 1836. Les cours vont alors s'effondrer durablement. Pour les cotons de qualité médiocre, ils passeront de 14 cents en 1839 à 3 cents en 1843. Sur les 25 banques du Mississippi existant en 1837, seules deux survivent en 1841. Les planteurs les moins riches fuient leurs créanciers pour éviter la saisie de leurs esclaves, placés en garantie. Ils entrent massivement, et sans autorisation, en république du Texas, territoire lui-même illégal car encore officiellement mexicain, après le Siège de Fort Alamo. Trente ans après la crise, un éditorial du Harper's Weekly rappelle que la Panique de 1837 a aussi généré la première fortune de Wall Street. Grâce à ses « informations en avance », au recours à des Pony Express et des bateaux à courriers, le spéculateur Jacob Little a gagné des « millions de dollars au détriment des négociants (en coton) du sud », en vendant à découvert l'action de la Vicksburg Bank, qui passe de 89 dollars en 1837 à seulement 5 dollars en 1841. À La Nouvelle-Orléans, la presse a dénoncé dès juin 1836 les « spéculations de quelques-uns au détriment de beaucoup », mais sans trop savoir qui croire.

Sceau de la poste américaine, dont le patron invente en novembre 1836 l'expression « Pony Express »

James Watson Webb, le patron du Courier and Enquirer, s'est plaint au Post Office de la concurrence du Journal of Commerce. Il doit dépenser, à son tour, 7 500 dollars par mois pour son propre « express ». En 1835, les deux quotidiens financiers new-yorkais décident de partager le coût de ces cavaliers. Ce duo déplaît au président Andrew Jackson, grand défenseur de l'Ouest et du Sud. Deux de ses amis parlementaires dénoncent les financiers urbains spéculant au détriment des cultivateurs. La loi postale du 2 juillet 1836 crée un service public postal deux fois plus rapide sur 4 axes, jusqu'à Saint-Louis (Missouri) et La Nouvelle-Orléans, pour protéger les journaux locaux. Amos Kendall, nouveau ministre des postes, invente l'expression « Pony Express » le 5 novembre suivant.
La Panique de 1837 a accru le désir d'une information plus fiable et plus rapide : Gordon Bennett, ex-bras droit de Webb puis créateur du New York Herald entretient trois bateaux rapides pour aller à la rencontre des navires européens et nourrir ses éditoriaux, qui annoncent le krach. La même année, le Baltimore Sun est lancé avec succès, grâce aux pigeons voyageurs du journaliste Daniel H. Craig, acheminant les nouvelles du congrès de Washington en moins d'une heure. En 1837 aussi, le Times de Londres s'offre des pigeons pour relier Paris, où la Banque de France a été mise à contribution, pendant la crise, par son homologue anglaise, à court d'or. L'Amirauté britannique promet une subvention généreuse à la première compagnie maritime acceptant d'offrir le dispositif qui manque : un service régulier de paquebots à vapeur entre les deux rives de l'Atlantique. Dès 1839, la Cunard Line emporte l'appel d'offres.

### Les quotidiens à un cent: un nouveau journalisme, neutre, riche en actualité, visant tous les publics

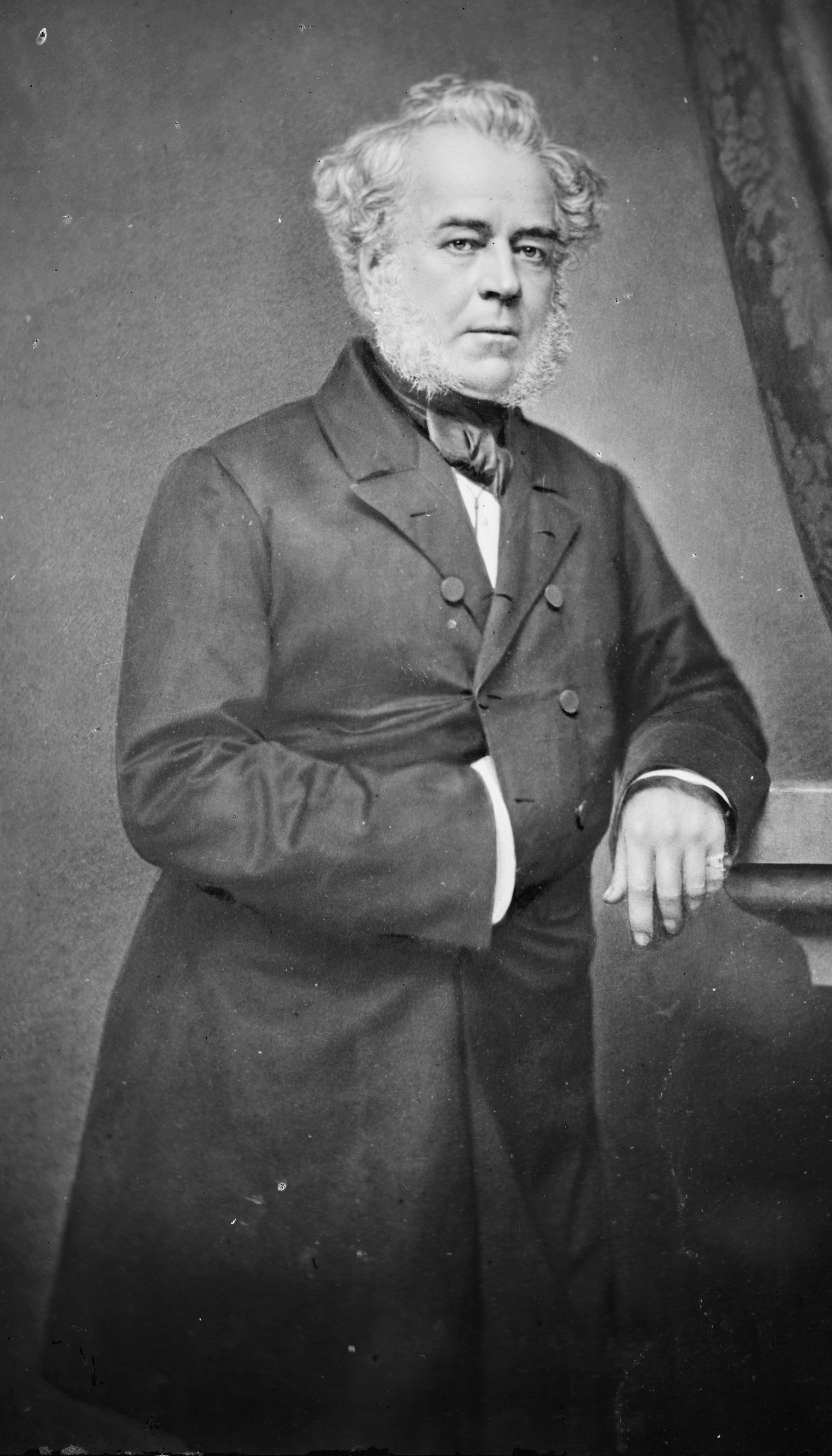
James Watson Webb symbolise l'ancienne presse, chère et politisée, à laquelle s'attaque son ex-bras droit Benett, quand il fonde un quotidien à un cent

Trois des six fondateurs de l'Associated Press furent douze ans plus tôt les premiers quotidiens américains à un cent, vendus à la criée, factuels, riches en informations récentes et sans affiliation politique. À l'époque, la presse américaine se vend plutôt par abonnement, au prix de six cents en moyenne le numéro. Dans les petites villes, les maîtres de poste, fréquemment journalistes et imprimeurs à la fois, sont aussi souvent affiliés à un parti politique. Les quotidiens sont principalement lus par des hommes d'affaires. La Penny Press vise, elle, tous les publics et surtout un public plus large. Prenant ses distances avec la Régence d’Albany, elle donne la priorité aux nouvelles fraîches, arrivées par cheval, pigeon ou par bateau. En janvier 1833, Horatio Davis Sheppard crée avec Horace Greeley le New York Morning Post, premier quotidien à un cent de la ville, où ils vont se multiplier. En septembre, Benjamin Day (journaliste) lance le New York Sun. Sa devise est « Il brille pour tout le monde », concise et directe. Le contenu est très riche : 27 sujets sont traités sur la 1re page. Le journal cède des paquets de cent numéros à des adolescents, qui n'en paient que les deux-tiers et les revendent à la criée. Day estime que les journaux passent à côté d'un large public d'immigrants, aux moyens modestes. Il veut distraire et cultiver à la fois. Ses associés Willoughby Lynde et William J. Stanley créent l'année suivante The New York Transcript tandis que George H. Evans rachète le New York Daily Sentinel pour abaisser son prix à un cent. Le 6 mai 1835 voit naître le New York Herald de l'Écossais Gordon Bennett. Pour lui, la fonction d’un journal « n’est pas d’instruire, mais de surprendre ». Dès ses premiers numéros, il indispose les banquiers en publiant des pages boursières, qu'il rédige, en visitant Wall Street tous les jours. Pour prédire la panique de 1837, il dénonce « la conspiration secrète de nos plus grands capitalistes », et les spéculations de son ex-employeur, James Watson Webb.
L'imprimeur Arunah Shepherdson Abell crée à son tour en 1836 le Public Ledger de Philadelphie, puis le Baltimore Sun, le 17 mai 1837 au plus fort de la crise financière. Les pigeons voyageurs de Daniel H. Craig les relient au congrès de Washington en une demi-heure. Pour s'imposer, cette nouvelle génération a besoin de nouvelles fraîches : en 1837-1838, quatre journaux new-yorkais se les disputent, en allant à la rencontre des navires approchant du port. L'arrivée d'une presse neutre contribue au quadruplement du tirage des journaux américains au cours des années 1830. Dès sa création, le New York Herald a trois fois plus de lecteurs que le plus lu des journaux de 1828. Cette nouvelle presse balaie l'ancienne à partir de la panique de 1837. Elle apaise un climat politique et social jusque-là très violent. Sur les années 1834 et 1835, plus de cinquante émeutes et bagarres de rues endeuillent les États-Unis, après celle organisée contre le journal abolitionniste The Liberator en 1833.

### La montée d'Havas, après l'attentat contre Louis XVIII et la Panique de 1837

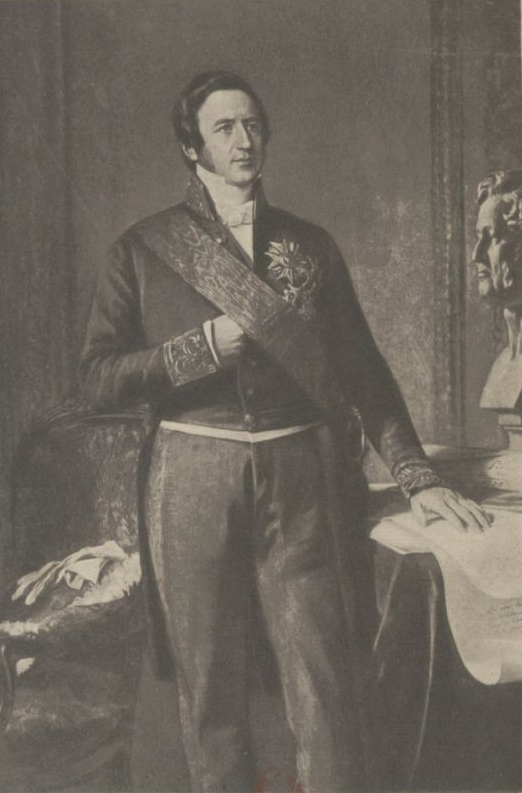
Le ministre de l'Intérieur Camille de Montalivet renforce ses liens avec Charles-Louis Havas en 1837.

Jusqu'en 1835, Charles-Louis Havas n'est que l'informateur du banquier Gabriel-Julien Ouvrard, lui traduisant la presse étrangère, dans un local parisien exigu, proche de la Poste centrale. Germanophone et anglophone, il est aidé par sa femme, portugaise et hispanophone, rencontrée au Portugal, où il a travaillé comme négociant. Ouvrard se lance dans une bataille financière, à la Bourse de Londres. Il spécule à la baisse sur les emprunts d'État français, tandis que Nathan Rothschild joue au contraire la hausse. Le cours de la rente française chute de 80 à 48 et mettra dix ans à remonter à 74. Ouvrard a gagné grâce aux informations d'Havas. C'est aussi pour spéculer sur la dette française que plusieurs télégraphes optiques privés et clandestins, sont déployés de 1832 à 1835, entre Paris et Rouen par Alexandre Ferrier, Paris et Lyon par Michel Blanc (financier), ou entre Paris et Bordeaux par François Blanc. L'émotion face à ce délit d'initié, décrit par Alexandre Dumas dans Le comte de Monte-Christo enclenche la loi de 1837 sur le monopole public du télégraphe. Elle gagne le marché des matières premières: un arrêté du 6 mai 1834 confie à la Chambre de commerce de Paris un monopole de l'affichage, public et privé, et la pose d’une girouette sur son toit car « la direction du vent n’est point sans influence sur la hausse ou la baisse de certaines denrées ».
Lorsque Havas crée en 1835 un « Bureau des nouvelles » et une « feuille politique », le gérant de la Quotidienne et celui du Réformateur sont en prison. Le 28 juillet 1835, un attentat à la « machine infernale » du conspirateur corse Giuseppe Fieschi, contre Louis-Philippe et la famille royale, a manqué sa cible mais fait dix-huit morts. Une loi très répressive sur la presse est votée dès le 9 septembre. Cette année-là, Havas propose pour la première fois aux journaux étrangers des traductions, sous l'œil du gouvernement. Il entend parler en 1836 de Samuel Morse, qui prouve que son télégraphe fonctionne l'année suivante. Morse vient à Paris en 1838, l'année où Havas devient partenaire officiel de l'État français, sollicité par l'Angleterre pour un prêt d'urgence à cause de la Panique de 1837. En 1845, Havas obtiendra le droit d'utiliser le télégraphe électrique cinq ans ses concurrents, mais sous des conditions très strictes.
Dès 1830, le ministre de l'Intérieur avait créé, via sa « section de la correspondance générale », la « Correspondance politique » bihebdomadaire d'Alexandre Labot, faite « d'insignifiantes traductions de journaux étrangers flanquées d'un lambeau de quelque séance de la Chambre », rédigée au ministère. Depuis 1834, c'est la tâche de Léon Vidal, ensuite promu en 1837 chef de bureau de presse du ministre Camille de Montalivet. Dans sa circulaire du 8 décembre 1837, il souligne à l'intention des « journalistes affiliés » la nécessité de « ne suivre d'autre impulsion que celle qui vous sera donnée par les lettres et par la Correspondance Labot », rebaptisée « Correspondance Montalivet ». Puis il persuade le ministre d'accorder ce soutien à Havas. Peu après, le 15 avril 1838, Montalivet retire aussi son soutien au rival d'Havas, Jacques Bresson. Léon Vidal prend la plume, le 1er août 1838, pour recommander aux journaux de ne s'abonner qu'à Havas et d'éviter les « correspondances non-agrées ». Lors des élections de juin 1838, il leur avait déjà conseillé aussi des choix d'articles, par une lettre à en-tête du ministère.
Souvent premier destinataire des informations du ministre de l'intérieur, Havas obtient aussi un privilège de transmission accélérée de ses dépêches par la poste, et par le télégraphe optique. Les administrations sont les principaux clients des bulletins qu'il diffuse, comme le dénonce Honoré de Balzac dans un pamphlet. Il commence à toucher aussi la presse (environ 70 publications départementales) à partir des années 1840, en profitant de la gratuité postale dénoncée par Honoré de Balzac. Au total, sur la période 1840-1841, l'Agence Delaire-Havas aurait reçu 200 000 francs de l'État, soit la moitié de ses ventes annuelles. Elle prélève jusqu'à 50 % des budgets publicitaires de ses clients, des publications pro-gouvernementales subventionnées à hauteur d'un total de 6 000 francs par mois et pour la plupart sans lecteurs. Mais il a aussi des clients financiers : un rapport du ministère de l'intérieur du 24 janvier 1840 estime qu'Havas « indépendamment d'une subvention de 6 000 francs par mois qu'il aurait reçue du cabinet jusqu'à l'avènement du ministre actuel, se serait fait une clientèle de 80 000 francs en faisant payer fort cher par abonnement aux banquiers de la capitale des extraits des journaux étrangers ». Havas est soutenu en particulier par le banquier Jacques Laffite, qui possède quatre journaux.

## Années 1840

### Les paquebots à vapeur et journaux transatlantiques, berceaux des agences de presse

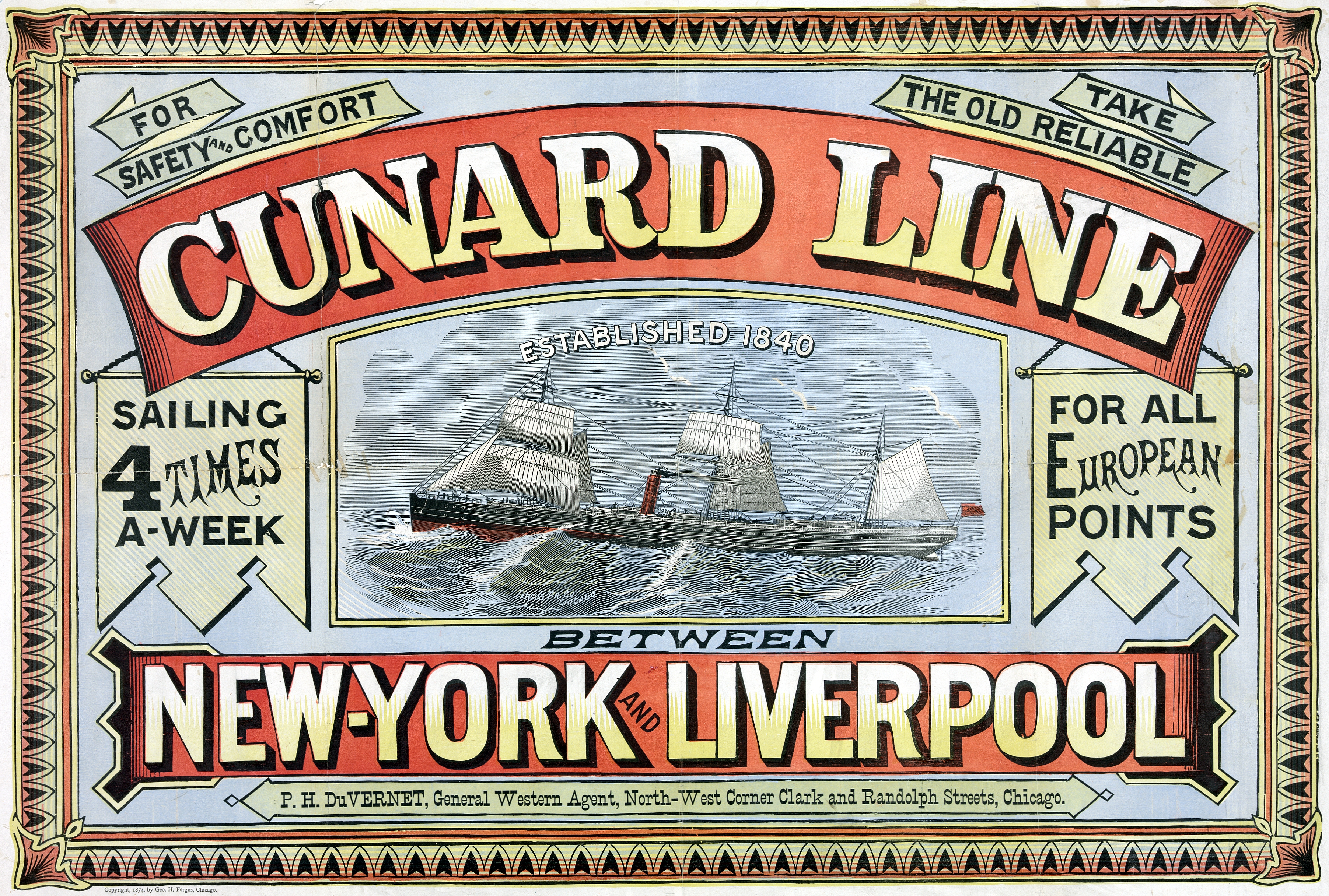
Affiche de la Cunard Line, 1875

L'Agence Havas dispose de pigeons voyageurs à partir de 1840, pour des nouvelles d'Angleterre, elle-même reliée pour la première fois à l'Amérique par un service régulier de navire à vapeur. Le temps de traversée n'est pas seulement divisé par deux. Pour la première fois, il ne dépend plus de la météo. Sûres et prévisibles, les arrivées de paquebots à vapeur donnent visibilité et reconnaissance aux journaux publiant des nouvelles d'Europe, désormais plus fraiches. De Boston, elles gagnent rapidement New York, par le pony express du New York Herald, puis continuent à la vitesse de la lumière, par le Télégraphe optique New York-Philadelphie, deux investissements de 1840. Journalistes, banquiers et négociants estiment que la Panique de 1837 aurait eu moins d'impact si l'information avait circulé plus vite, lorsque la Banque Centrale britannique a coupé les crédits aux banques anglaise et américaines le 2 septembre 1836. Le Mississippi, informé seulement 48 jours plus tard, avait continué à inonder le marché (75 % de production en plus sur l'année).
Dès 1838, l'Amirauté britannique lance un appel d'offres pour créer un service postal transatlantique à vapeur. Doté d'une généreuse subvention de 70000 sterling par an, il est remporté en 1839 par la Cunard Line, dont est actionnaire William Brown, principal négociant britannique en coton américain. Ce dernier avait dû quémander, en catastrophe, deux millions de livres sterling à la Banque d'Angleterre, au plus fort de la Panique de 1837. Il prend aussi un quart du capital de la Collins, compagnie maritime rivale, qui alignera dix paquebots à vapeur dès janvier 1848.
Des journaux transatlantiques font immédiatement leur apparition. John Sherren Bartlett, qui avait lancé en 1822 le quotidien New York Albion, fonde le 30 janvier 1841 The European and General Commercial Intelligence, imprimé à Liverpool, et vendu à New York. Edward Wilmer et David Smith, négociants en import/export de Liverpool, créent des concurrents : Liverpool Times puis en 1843 European Times, résumant les nouvelles de trois continents (Asie, Afrique, Europe) en plusieurs langues. Leurs informations sont reprises par les journaux agricoles américains, le American Farmer, ou l'Ohio Cultivator, avides d'informations sur les récoltes, les prix et les innovations en Europe.
L'European Times ne disparaîtra qu'en en 1868, avec le télégraphe transatlantique. La moitié de ses huit pages est consacré aux nouvelles commerciales. Le New York Herald et le New-York Tribune y puisent la majorité de leurs nouvelles européennes. Réciproquement, un American Times, diffusé en Europe, naît en 1846, l'année du Traité de l'Oregon, qui résout un conflit territorial américano-britannique menaçant de finir en guerre. Imprimé à New York, plaque tournante des nouvelles télégraphiques américaines, il va durer 33 ans, jusqu'à la création du Paris Herald, ancêtre du Herald Tribune.

### 1846: les céréaliers des Grands Lacs à l'écoute de la Grande famine irlandaise

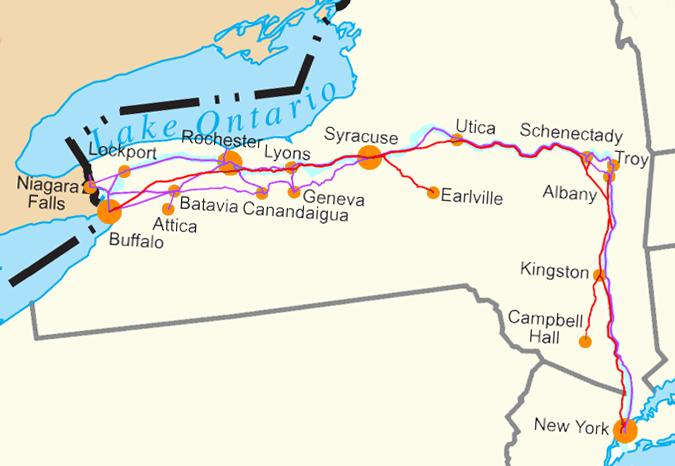
L'AP de l'État de New York réunit une partie des quotidiens situés dans la partie ouest du Canal Érié, entre Albany (New York) et Buffalo.

Production de pommes de terre pendant la Grande Famine.

La première agence de presse de l'histoire américaine naît au printemps 1846: la New-York State Associated Press réunit huit quotidiens sur les quinze installés le long de la partie ouest du Canal Érié, jusqu'à Buffalo, au bord des Grands Lacs. Ces huit quotidiens, parmi lesquels aucun new yorkais, partagent ainsi les coûts d'un télégraphe en construction, qui amène, via Boston et New York, les nouvelles d'Europe dans cette région agricole en pleine émergence. Avant ce télégraphe, les prix des céréales à Buffalo étaient en retard de quatre jours sur ceux de New York. La coopérative embauche un journaliste expérimenté, spécialiste des questions financières et agricoles, car l'actualité européenne est alors préoccupante. Dès septembre 1845, American Farmer pronostique une forte hausse des prix du blé, en raison d'une production britannique déficitaire. La maladie de la pomme de terre en Irlande est aussi évoquée par le journal, qui cite un European Times arrivé par le dernier paquebot. La Grande Famine en Irlande vient de démarrer. Dès juin 1846, le premier ministre britannique Robert Peel abroge les lois protectionnistes sur les céréales. Quelques mois plus tôt, le 9 novembre 1845, il a fait acheter discrètement 100000 sterling de maïs américain par la banque Barings. L'idée vient de Randolph Routh, fonctionnaire anglais à Cork. Lors d'un précédent poste au Canada, il s'est intéressé à l'Indian Corn, le « maïs des amérindiens ». En 1847, The Genesee Farmer, journal de l'agriculture et de l'horticulture de Rochester (New York) donne des conseils pour sa culture. Son importation en Angleterre a été proposée dès 1842 par un mémoire du journaliste John S. Bartlett.
En janvier 1846, Randolph Routh a pris la tête de la commission de lutte contre la famine, à Dublin. Une centaine de comités locaux sont créés dans toute l'Irlande, pour mesurer les besoins, mobiliser un maximum d'importations américaines et les distribuer. L'information circule lentement car le télégraphe reliant l'Irlande à l'Angleterre ne sera déployé qu'en 1852.
La spéculation s'en mêle. Peu après l'arrivée du paquebot Britannia à Boston, le 7 novembre 1846, les éditorialistes du New York Herald et du New-York Tribune se plaignent d'être privés de nouvelles européennes à cause de la coupure du câble télégraphique reliant Boston à New York, par des spéculateurs qui profitent de la détresse de « millions d'européens affamés ». En juin, d'autres coupures avaient coïncidé avec l'arrivée de paquebots européens à Boston. Intrigué, le président de la Magnetic Telegraph company constate le 16 novembre que Jacob Little, le plus célèbre investisseur de Wall Street, a reçu un télégramme d'Helena Craig, la femme de Daniel H. Craig, un journaliste spécialisé dans la livraison de nouvelles spéculatives, via des pigeons voyageurs s'envolant des navires peu avant leur arrivée dans ports. Fin octobre justement, le prix des céréales a bondi de 50̥ pour cent à Cork, peu après les violentes crûes de la Loire, les 21, 22 et 23 octobre, qui ont rompu une digue à Orléans et menacent d'aggraver la pénurie alimentaire européenne. Les cultivateurs américains répondent par un bond des exportations de maïs des Grands Lacs: 4,5 millions de boisseaux en moyenne par an sur 1847-1849, trois fois le niveau de 1846. Ils investissent massivement dans de nouvelles technologies, la moissonneuse-batteuse de Cyrus McCormick et le silo élévateur à grains de Joseph Dart, conçu résoudre le problème du « verrou » de Buffalo (les cargaisons des Grands Lacs doivent y être transférées sur les péniches du Canal Érié). Les ventes de ces deux produits, mis au point dans la région, peu de temps avant, décollent en 1846-1847, permettant une explosion de la production de céréales sur le pourtour des Grands Lacs. La New-York State Associated Press y a contribué. Mais cinq ans après sa création, l'opérateur du télégraphe New York-Buffalo impose à ses clients le recours à une autre agence de presse, Abott et Winnan, qui durera jusqu'en 1855. La NYSAP y survivra: elle ne fusionnera avec sa voisine new-yorkaise qu'à la fin du siècle.

### L'Associated Press américaine se forme après les révolutions de 1848 en Europe

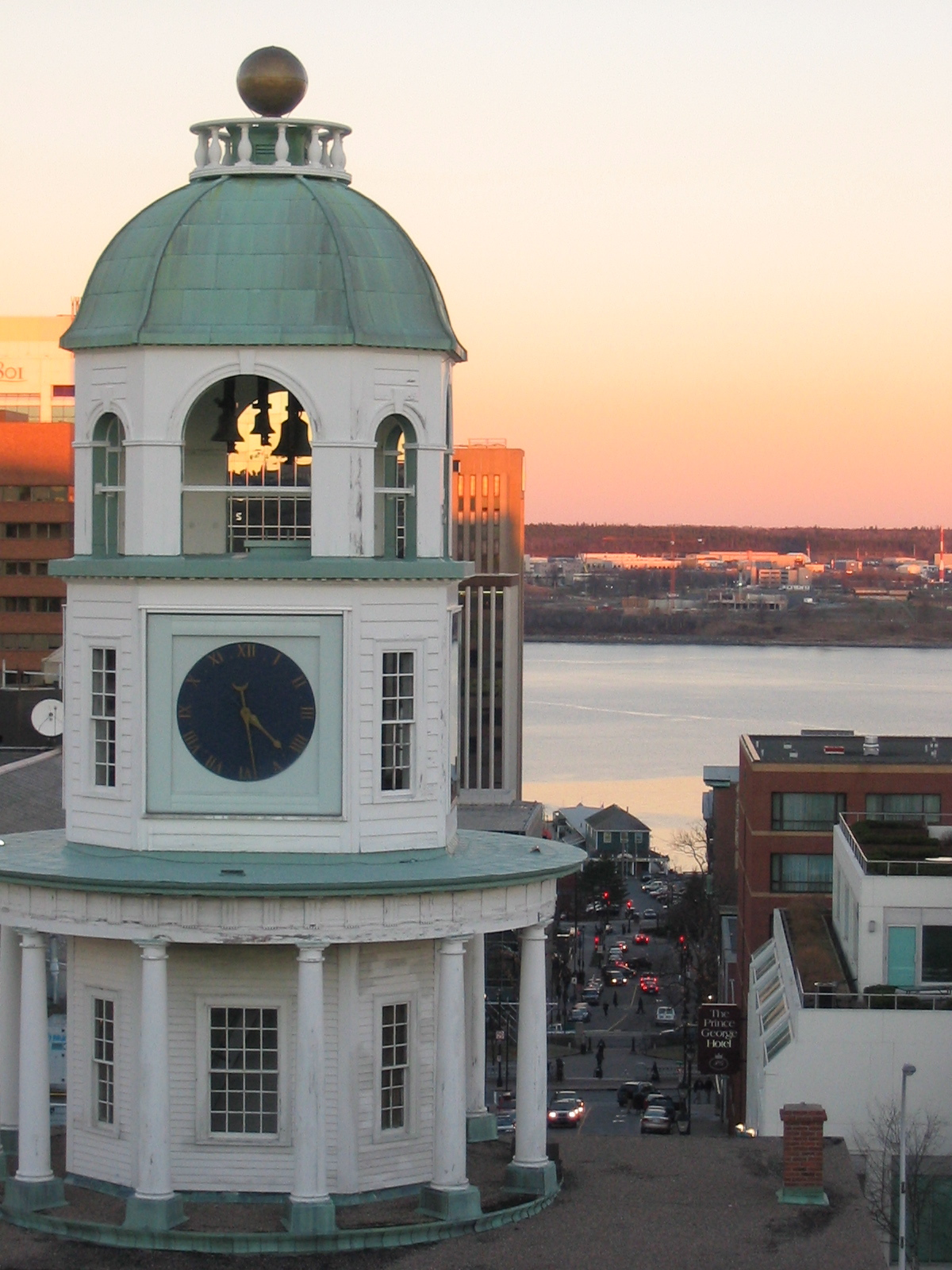
La Tour de l'horloge domine le Port d'Halifax, première escale des paquebots venus d'Europe

Après les quotidiens des petites villes environnantes, ceux de New York fondent à leur tour, deux ans plus tard, une agence de presse coopérative, la New York Associated Press, en 1848. Dans un premier temps, ils utilisent en ordre dispersé l'ouverture du 1er lien télégraphique Boston-New York, le 27 juin 1846. Lors de l'arrivée du premier paquebot européen qui suit, chaque quotidien donne sa propre version des nouvelles reçues. Mais l'arrivée du paquebot suivant, le Cambria, le 18 juillet, a droit au même compte rendu dans trois journaux. Moses Yale Beach, à la fois propriétaire du Boston Daily Times et du New York Sun, a organisé le partage des informations, pour économiser les coûts du télégraphe.
Les arrivées de paquebots se font plus fréquentes à partir de janvier 1848. Ils apportent des nouvelles d'événements dramatiques. Après le Krach de 1847 à Londres et Paris, le Printemps des peuples dans toute l'Europe : Vienne, Prague, Berlin. Pour couvrir la Révolution française de 1848, le New-York Tribune recrute Heinrich Börnstein et sa Correspondance française, déjà sollicité par le Deutsche Schnellpost, quotidien germanophone de New York. Charles Anderson Dana, en tournée en Europe, lui versera un paiement en or. Le 19 mars 1848, le New York Herald consacre lui aussi sa « Une » aux événements de Paris. Il publie le calendrier des départs de paquebots prévus, car « tout le pays attend avec une extrême impatience les prochaines nouvelles d'Europe », pour trouver « une solution au grand problème » de la démocratie. C'est au contraire une dissémination des révolutions qui est annoncée par les journaux européens arrivés par le paquebot suivant, le Caledonia. Le New York Herald la commente sur 7 colonnes, dont 4 consacrées à Paris, où « trois jours de révolution ont fait plus que trois siècles de changement ». Plusieurs quotidiens new yorkais embauchent aussi des correspondants à Londres et Liverpool, qui leur rédigent des synthèses des événements européens.
La New York Associated Press se forme en mai 1848. Sur la dizaine de quotidiens du matin de New York, six s'associent pour un investissement commun de 20 000 dollars dans un bateau à vapeur rapide, le Buena Vista, qui interceptera les paquebots arrivant d'Europe à Halifax (Nouvelle-Écosse), la première escale américaine de leurs trajets. Le Buena Vista foncera vers Boston, d'où les nouvelles d'Europe seront directement télégraphiées à New York. Les quotidiens membres de la coopérative prendront ainsi une journée d'avance sur leurs concurrents new-yorkais. Dès le 8 mai, le New York Sun s'attribue le mérite de cette opération « Buena Vista », mais il est rectifié le lendemain par le New York Herald.
| Journal        | The Sun (New York) | New York Herald | New-York Tribune | The Express | Courier and Enquirer | Journal of Commerce |
| Tirage en 1850 | 55 000             | 32 640          | 19 480           | 10 700      | 5 200                | 4 800               |

Quelques mois après, la ligne de télégraphe est prolongée jusqu'à Saint-Jean (Nouveau-Brunswick), au Canada. Un nouveau plan est alors élaboré, pour aller encore plus vite : le Buena Vista aura juste à traverser le bras de mer entre Saint-Jean (Nouveau-Brunswick) et Digby (Nouvelle-Écosse), où les huit cavaliers d'un relais de poste privé auront acheminé les nouvelles, en traversant les forêts désertes de la Nouvelle-Écosse, au départ d'Halifax (Nouvelle-Écosse). Mais un concurrent se présente, la compagnie de télégraphe de F.O.J. Smith, député de Boston. Son « Pony express de Nouvelle-Écosse » est battu de justesse par celui de la New York Associated Press. Une victoire à suspense, rapportée en « Une » du Whig and Courrier, de Bangor (Maine), le 24 février 1849. Malgré la glace isolant Digby et le pire enneigement depuis des décennies, l'enchaînement cheval/bateau/télégraphe a payé : New York reçoit avant Boston les nouvelles d'Europe du paquebot Europa ! F.O.J. Smith perd aussi la course lors du paquebot suivant. Il abandonne... mais ferme son fil télégraphique à la NYAP. Les compagnies de télégraphe voient en effet d'un mauvais œil cette agence qui « mutualise » les coûts de la presse. Ils préfèrent que chaque journal achète ses propres télégrammes. Pour les acheminer, la NYAP doit alors affréter un train spécial, fait d'une locomotive sans wagon. Puis recourir à Henry O'Rielly, qui crée la « New England Telegraph Company », concurrente de celle de F.O.J. Smith, et utilise une nouvelle technologie télégraphique, celle d'Alexander Bain (inventeur).
Voté au nom de l'Intérêt général, pour mettre fin aux abus de pouvoir, le New York Telegraph Act de 1848 donne la priorité télégraphiques aux informations de presse. Il stimule la concurrence entre les lignes télégraphiques, qui sont assez rapidement contraintes accorder des tarifs spéciaux à la New York Associated Press. Mais après six années d'existence, cette dernière reste avant tout un club privé: les abonnements de journaux non-membres ne couvrent encore qu'une petite partie de ses dépenses.

### Trois nouvelles agences en Europe, après les Révolutions de 1848

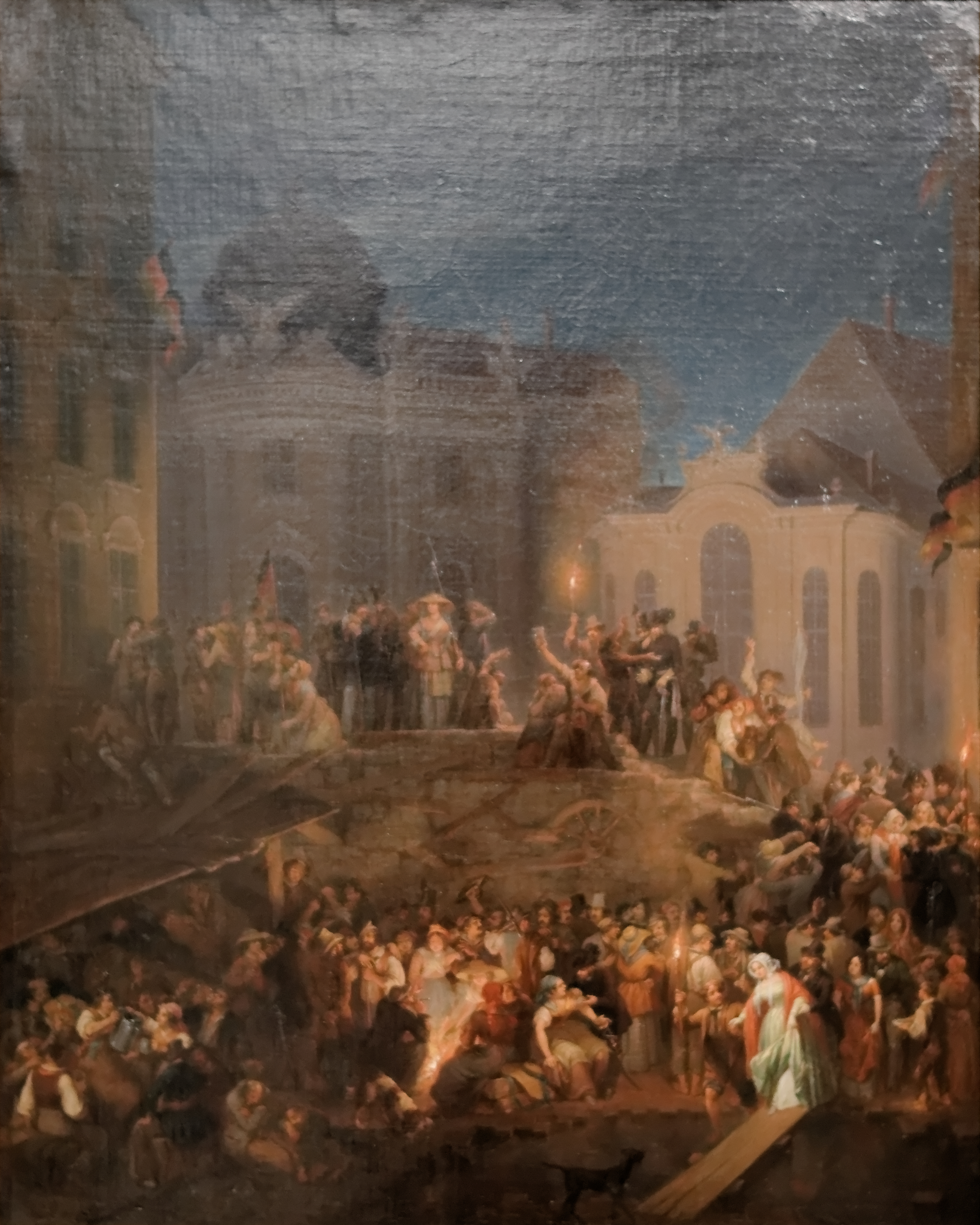
Barricade sur la Michaelerplatz à Vienne dans la nuit du 26 au 27 mai 1848, toile d'Anton Ziegler, 1848.

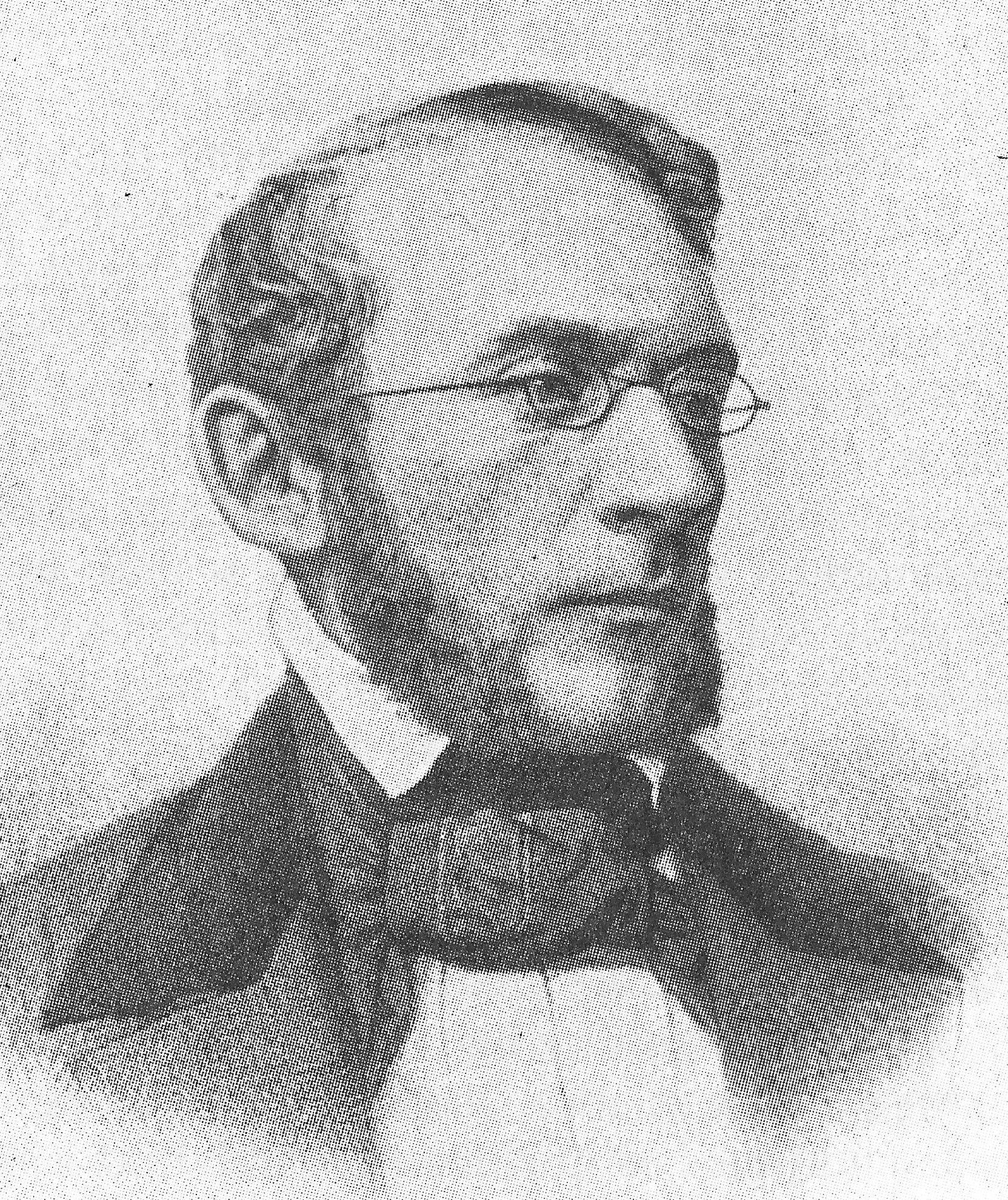
Les correspondances de Lothar Bucher, exilé à Londres, alimentent l'agence de Bernhard Wolff, cousin de Werner von Siemens

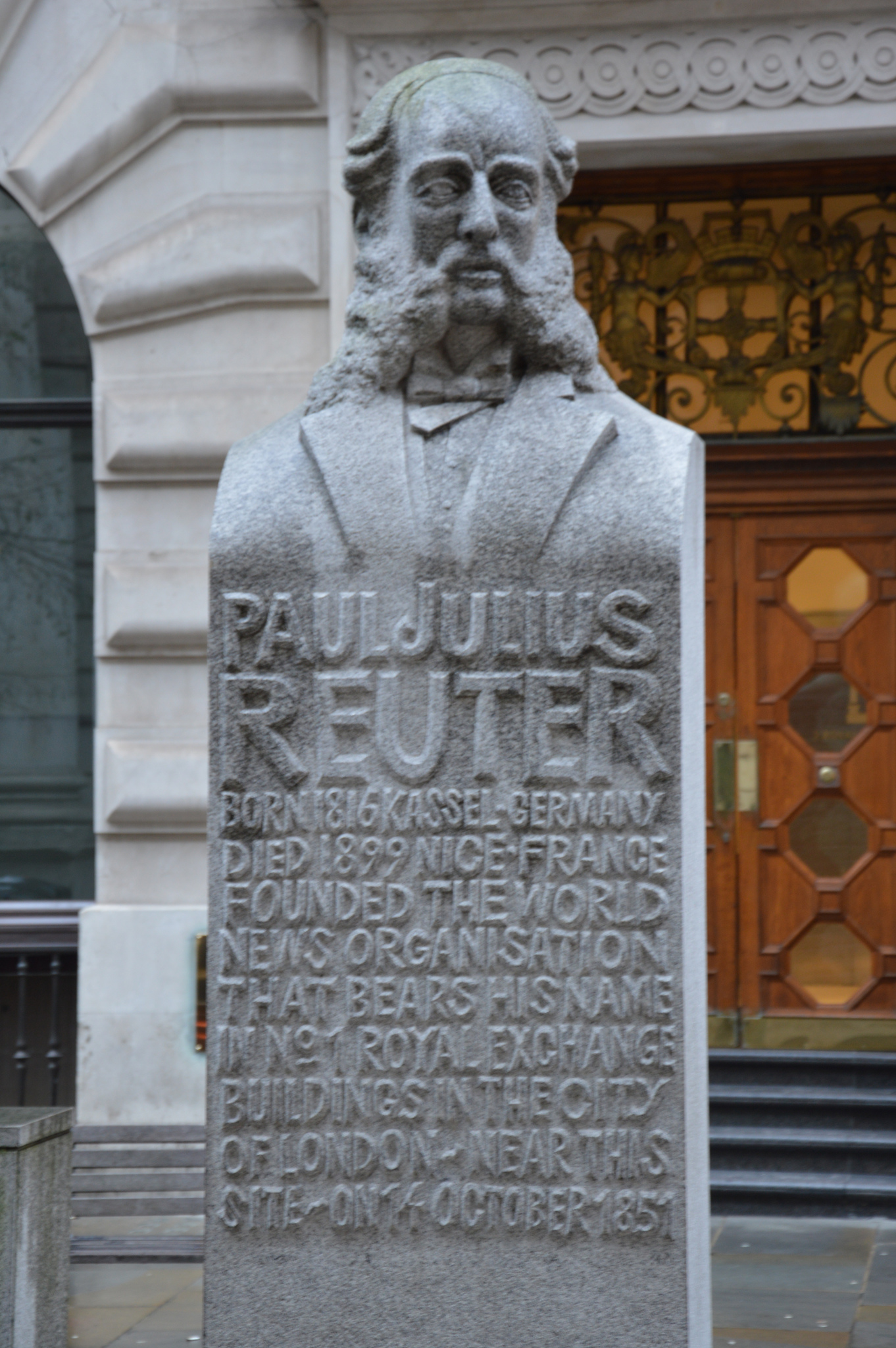
Statue de Paul Julius Reuter à la City de Londres.

Les Révolutions de 1848 font couler l'encre et le sang dans toute l'Europe. Trois agences de presse sont créées l'année suivante, au cours du même mois d'octobre 1849, par Paul Julius Reuters à Aix-la-Chapelle, Bernhard Wolff à Berlin et Joseph Tuvora à Vienne. Tous trois sont des journalistes contestataires. Reuters publie un pamphlet de Julius Fröbel. Il écrit avec Wolff pour le Vossichen Buchhandlung. Tous deux, qui ont aussi travaillé pour des banquiers, doivent se réfugier à Paris, où les emploie Charles-Louis Havas, avec pour collègues Sigmund Kolisch et Sigismund Englander. Reuters crée sa propre agencicule à Paris début 1849, mais fait faillite en seulement trois mois. Bernhard Wolff est retourné à Berlin fonder le Berliner National-Zeitung dès avril 1848, lors d'un appel d'offres de la « Commission prussienne du télégraphe ». Grâce à ses extrusions de gutta-percha (revêtement en latex) pour les câbles enterrés le long du chemin de fer, son cousin Werner von Siemens décroche le 24 juillet le contrat pour deux lignes de télégraphe. La première, vers Francfort, est achevée en neuf mois, pour l'élection de l'Empereur d'Allemagne. La seconde arrive à Cologne en juin 1849, puis à Aix-la-Chapelle le 1er octobre, jour où Bernhard Wolff, aidé par Siemens, crée un « Bureau télégraphique » à Berlin. À l'autre bout, son ami et ex-collègue Reuters a fondé l'« Institut pour la transmission des messages par télégraphe » d'Aix-la-Chapelle. Deux jours après, la Prusse signe la première convention internationale, pour « l'échange de dépêches d'État », avec Vienne, où aboutira d'ici trois mois une troisième ligne de télégraphe, connectée à celle achevée en 1847 vers Brno et Prague. Une quatrième ligne, vers Hambourg, est en construction depuis le printemps 1849, avec du retard, car Berlin a tout d'abord refusé son ouverture aux marchands de la ville.
Plus jeune, Reuters avait suivi les cours du « prince des mathématiciens », Carl Friedrich Gauss, concepteur d'un télégraphe primitif. Il s'est installé à Aix-la-Chapelle, aux frontières belge et hollandaise, sur conseil du prestigieux quotidien bruxellois L'Indépendance belge, qu'il visite parfois. Il y sert les centres d'affaires de Bruxelles et Anvers par le train, les autres par la poste. La presse et les financiers d'Angleterre, France et Belgique reçoivent ainsi « pour un coût très bas, les nouvelles importantes et cours de Bourse », explique L'Indépendance belge du 27 mars 1850. Le 24 avril, Reuters loue une cinquantaine de pigeons à son hôte, le brasseur aixois Heinrich Geller. Trois mois après, c'est 200 pigeons. La ligne venant de Berlin est prolongée vers Verviers. Des tunnels sont percés à l'explosif. Les câbles y sont protégés par le revêtement métallique perfectionné par Werner von Siemens. Sur le chantier, l'ingénieur allemand bavarde avec Reuters et sa femme. Il leur conseille de déménager à Londres. Le célèbre ingénieur Thomas Russell Crampton veut en effet lever des fonds pour un câble sous-marin transmanche. Celui posé le 28 août par les frères Brett n'a pas tenu plus de onze minutes. La simple couche de latex n'a pas résisté à l'ancre d'un chalutier. Siemens avait conçu en 1845 le premier câble sous-marin, devant le port de Kiel. Jeune lieutenant d'artillerie, il devait tenir en respect les danois, par des mines déclenchables à distance. Le marché transmanche sera finalement capté par la « Gutta Percha Company » anglaise, rivale de Siemens. Son large accès à la matière première de Malaisie compense son inexpérience. Siemens prendra sa revanche en 1866, avec le câble anglais vers Norderney, en Allemagne, sur lequel Reuters place beaucoup d'espoirs.
Reuters s'installe le 2 octobre à Verviers, puis à Quiévrain. Il y remplace ses pigeons par des chevaux, pour les cinq derniers kilomètres menant au chemin de fer Paris-Bruxelles. Achevée à Noël, la ligne sera ouverte au public seulement le 15 avril 1851. Le journaliste a déjà écrit au Times, pour lui proposer ses dépêches belges, allemandes et françaises. Malgré un refus, il déménage quand même à Londres, où l'héberge le docteur Herbert Davies, rencontré dans un train. En 1851, son agence occupe deux pièces de la Bourse de Londres, d'où il télégraphie chaque jour vers le continent les cours d'ouverture et de clôture. Son seul employé, F.J. Griffiths, a douze ans.
Le Berliner National-Zeitung de Bernhard Wolff a justement pour correspondant Lothar Bucher, exilé à Londres après la Révolution de 1848. Il devient le plus lu des quotidiens allemands. Le Bureau Télégraphique de Wolff s'alimente aussi en informations commerciales, par le réseau de chemin de fer allemand, dont la colonne vertébrale est complétée dès 1850. À Vienne (Autriche), Joseph Tuvora créé la Correspondance autrichienne, au service du ministre de la justice puis de l'intérieur Alexander von Bach, qui crée au même moment le Système de Bach, pour recentraliser l'Empire austro-hongrois après les révolutions en Hongrie, Tchéquie et Vénétie. Il reçoit les informations commerciales du port de Trieste par Eduard Warrens, rédacteur en chef du Lloyds Autrichien, autre petite agence de presse.
En France, la Révolution de 1848 a relancé les agencicules. La Correspondance de Paris est fondée par Michel-Placide Justin et le toulousain Charles Paya. Associés à Emile Pauchet, ex-créateur, avec le négociant belge Emile Pellagot, d'une éphémère « Correspondance Pauchet », ils reprennent la clientèle de la Correspondance de Gouve de Nuncques. Mais Paya s'en retire dès juin 1849, pour créer sa propre « Correspondance démocratique ». Le coup d'État du début des années 1850 débouchera sur des mesures de restriction de la Liberté de la presse et Havas rach̠ètera la Correspondance de Paris tout comme La Correspondance française, appelée aussi « bureau central de journaux », imaginé par en 1843 par Heinrich Börnstein pour servir la presse allemande, puis américaine, avec des nouvelles françaises et européennes. Heinrich Börnstein doit en effet émigrer dans le Missouri après la Révolution de 1848.

## Années 1850

### Les accords de 1856 et 1859 entre agences de presse européennes

La mer Noire au moment de la guerre de Crimée avec les principales batailles

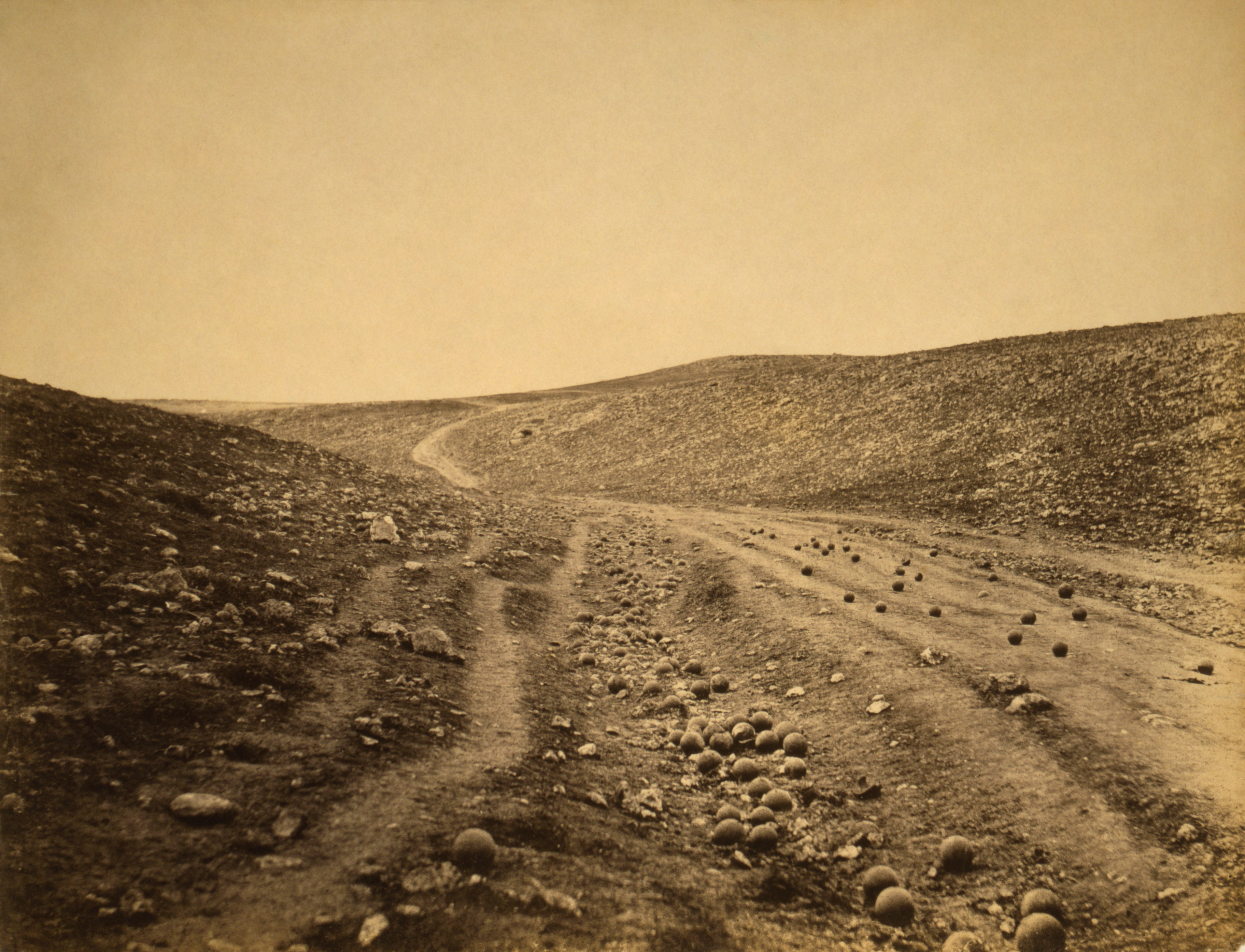
La vallée de l'ombre de la Mort, l'une des photographies célèbres de la guerre de Crimée, par Roger Fenton, premier photoreporter de guerre de l'histoire, accrédité par l'Armée britannique.

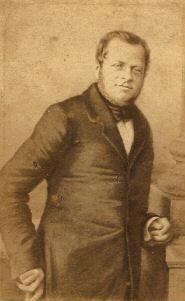
Cavour, 1er ministre piémontais, pousse Reuters, pour ne pas trop dépendre d'Havas.

La forte croissance des années 1850 fait monter le prix des matières premières et leur production. Le chemin de fer permet d'éliminer plus rapidement les pénuries, tout comme l'abolition de lois protectionnistes. Reuters se place au cœur d'un nouveau marché mondial des céréales, avec ses nouvelles régulières des centres exportateurs , Gdańsk, Hambourg, Szczecin et Anvers, mais aussi Odessa pour le blé d'Ukraine. L'agence anglaise veut diffuser des télégrammes d'une centaine de villes. Elle offrira dès le milieu de la décennie suivante un ensemble très complet de cotations locales pour les céréales (20), le coton (17), les produits tropicaux (15) ou les métaux (10). Ce marché compte d'autant plus que Reuters n'a aucun client média britannique avant 1858. Seule exception, le Times de Londres qui achète le 17 août 1852 son service sur les cargaisons en provenance de l'Orient, fourni via le Lloyds Autrichien à Trieste. Le Times a par ailleurs son propre réseau de correspondants: Proche-Orient, Inde, Chine, États-Unis.
En 1854, le télégraphe électrique relie Altona-Hambourg à Copenhague, où quatre quotidiens danois se partagent son accès, puis Varsovie à Saint-Pétersbourg, où Werner von Siemens s'est rendu dès 1852, en passant par Riga et Duna. Il signe un 1er petit contrat puis un second au printemps 1853, pour relier la frontière russe à Varsovie. En 1854, il vend aux russes une longue ligne vers Sébastopol, car les informations de la Guerre de Crimée mettent une semaine à arriver. Havas a aussi un représentant à Saint-Pétersbourg, M.Dufour, qui informe les cercles francophiles proches du Tsar, tandis que Reuters approvisionne les courtiers. En 1856, en pleine Guerre de Crimée qui pénalise l'exportation du blé ukrainien, le Journal de Saint-Pétersbourg souhaite publier des actualités télégraphiques étrangères. Le projet arrive aux oreilles de Pavel Stepanovich Usov, du journal Severnaya Pchela.
Reuters demande à Louis Schneider, son correspondant à Berlin, de nouer un accord avec Bernhard Wolff, et Pavel Stepanovich Usov parvient ainsi à fonder le journal agricole et financier Posrednik, pionnier de l'info télégraphique. Il convainc la « Saint-Pétersbourg Gazette », Russkii Invalid et le Journal de Saint-Pétersbourg de partager les télégrammes de l'étranger. Wolff découvre qu'Usov est aussi en lien avec Reuters. Finalement, Reuters, Havas et Bernhard Wolff trouvent un accord de non concurrence,. Informel (aucun document n'a été conservé), il reste strictement limité à la finance et aux matières premières, l'unique terrain de Reuters et Wolff. Les céréales américaines, en expansion sont un marché: dès 1858 le Chicago Board of Trade envoie lui-même de nombreux messages télégraphiques en Europe, car il est devenu l'une des références pour les cours mondiaux et Reuters les diffuse à travers l'Europe via le télégraphe.
La Guerre de Crimée les amènent à s'intéresser plus aux affaires militaires. Les combats sont pour la première fois suivis en direct par les capitales occidentales. Un télégraphe mobile est relié par l'armée française au réseau européen à Bucarest, et prolongé sous la Mer Noire par un câble sous-marin trois fois plus long que le Transmanche. L'accès à ce dispositif reste interdit aux journalistes. Et il n'ouvre qu'en janvier 1855. Le 1er octobre 1854, le ministère des affaires étrangères français informe Havas qu’un « cavalier tartare est arrivé de Constantinople avec des dépêches pour Omer Pacha », annonçant la « prise de Sébastopol » et la mort de « 18 000 soldats russes ». À Londres, le très sérieux Times donne la nouvelle, d'une autre source, un vapeur croisé sur la mer Noire par son envoyé spécial. La dépêche Havas est saluée par des cris « Vive l’Empereur ! » à la Bourse de Paris. Mais le lendemain, le Moniteur révèle que le sac de dépêches du tartare n’a même pas été ouvert. Sébastopol finira par se rendre… mais un an plus tard. L'expression allemande « Tartaren Nachricht » (fausse nouvelle) est née,. Le 13 novembre suivant, après de la Bataille d'Inkerman, Havas préfère livrer deux versions officielles à ses clients, la russe et la française. L'armée britannique est immortalisée par Roger Fenton, premier photoreporter de guerre de l'histoire, et son inefficacité décrite par l'envoyé spécial du Times, William Howard Russell. Le 30 janvier 1855, le gouvernement de Lord Aberdeen chute, remplacé par Lord Palmerston.
Regrettant d'avoir manqué cette guerre, qui intéresse ses clients agricoles et financiers, Reuters se rattrape lors de la Campagne d'Italie, menée par la France contre l'Autriche. Camillo Cavour souhaite alors ne pas trop dépendre d'Havas, historiquement présente au Piémont depuis l'épisode des six départements du Premier Empire, et qui alimente depuis 1854 la Gazzetta Piemontese et l'Agence Stefani. Reuters a des reporters dans les deux camps. Et décroche deux scoops en un mois : les discours du Roi de Piémont-Sardaigne puis de Napoléon III, qui enclenchent la guerre. Le premier fait état le 10 janvier 1859 du soutien de la France aux Piémontais, confirmé le 7 février par le second. Reuters signe dans la foulée un nouveau traité avec Wolff et Havas, en juillet 1859, pour échanger aussi les informations politiques et militaires. Chacun obtient, dans sa zone, l'exclusivité des dépêches des deux autres. Purement européen, ce cartel des agences de presse ne dit rien sur l'Amérique, l'Asie et l'Afrique. La Russie revient à Wolff, les Pays-Bas et le littoral allemand à Reuters, l''Agence piémontaise à Havas. Un certain flou est conservé sur l'Empire austro-hongrois et l'Agence espagnole n'apparaîtra qu'en 1867. Fort de ses scoops en Italie, Reuters couvre désormais aussi l'actualité générale, avec deux premières dépêches sportives en 1860. Puis la culture: Les Misérables de Victor Hugo se vend bien au Portugal, annonce Reuters en juillet 1862.

### Le Lloyd autrichien à Trieste, porte de l'Orient, et le canal de Suez

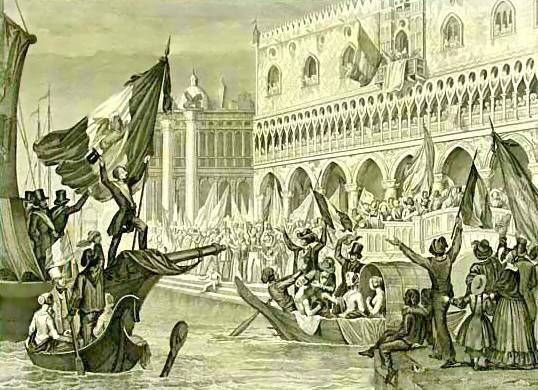
La proclamation de la république de Saint-Marc sera suivie d'une répression épuisante pour Venise, déjà concurrencée par Trieste

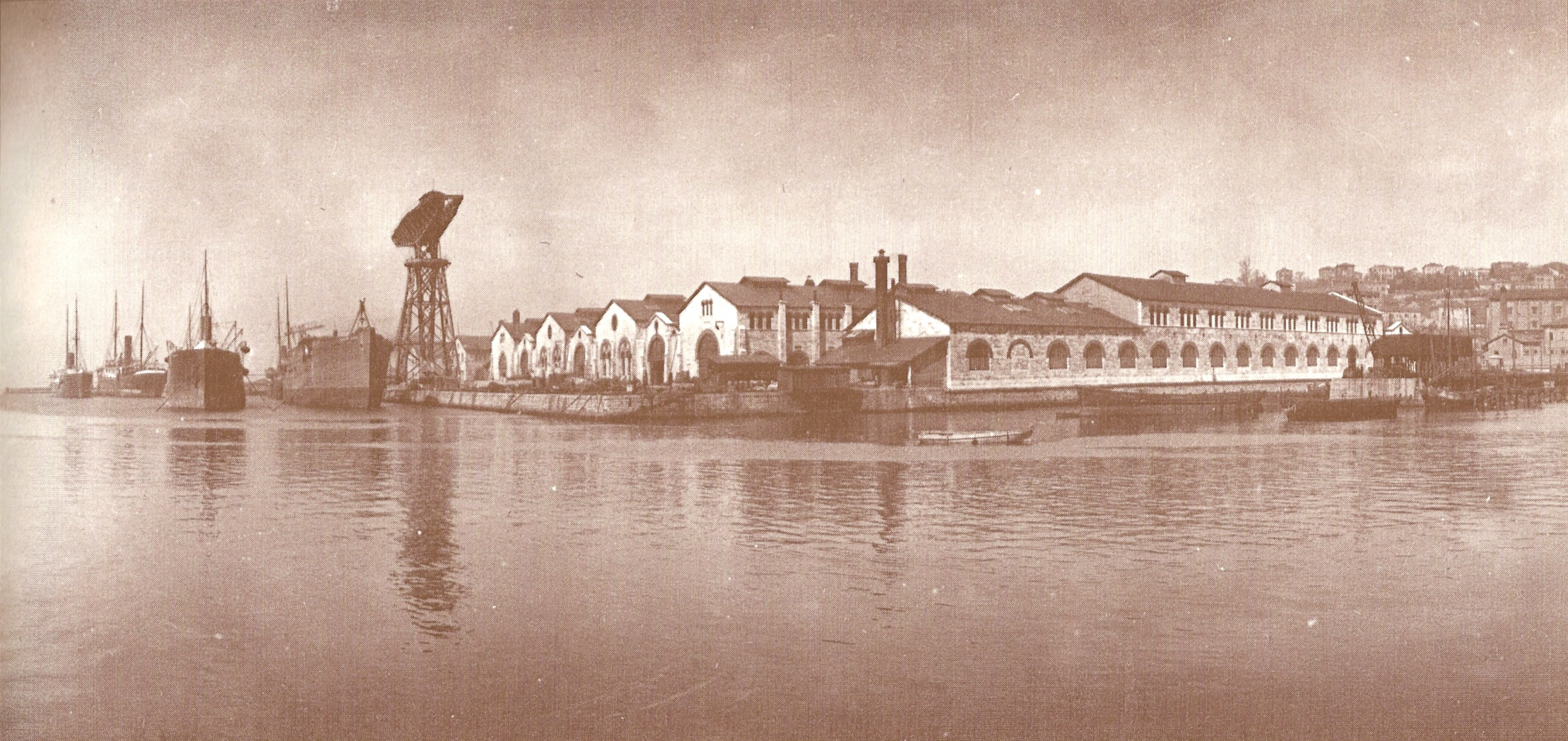
L'arsenal du Lloyds autrichien à Trieste

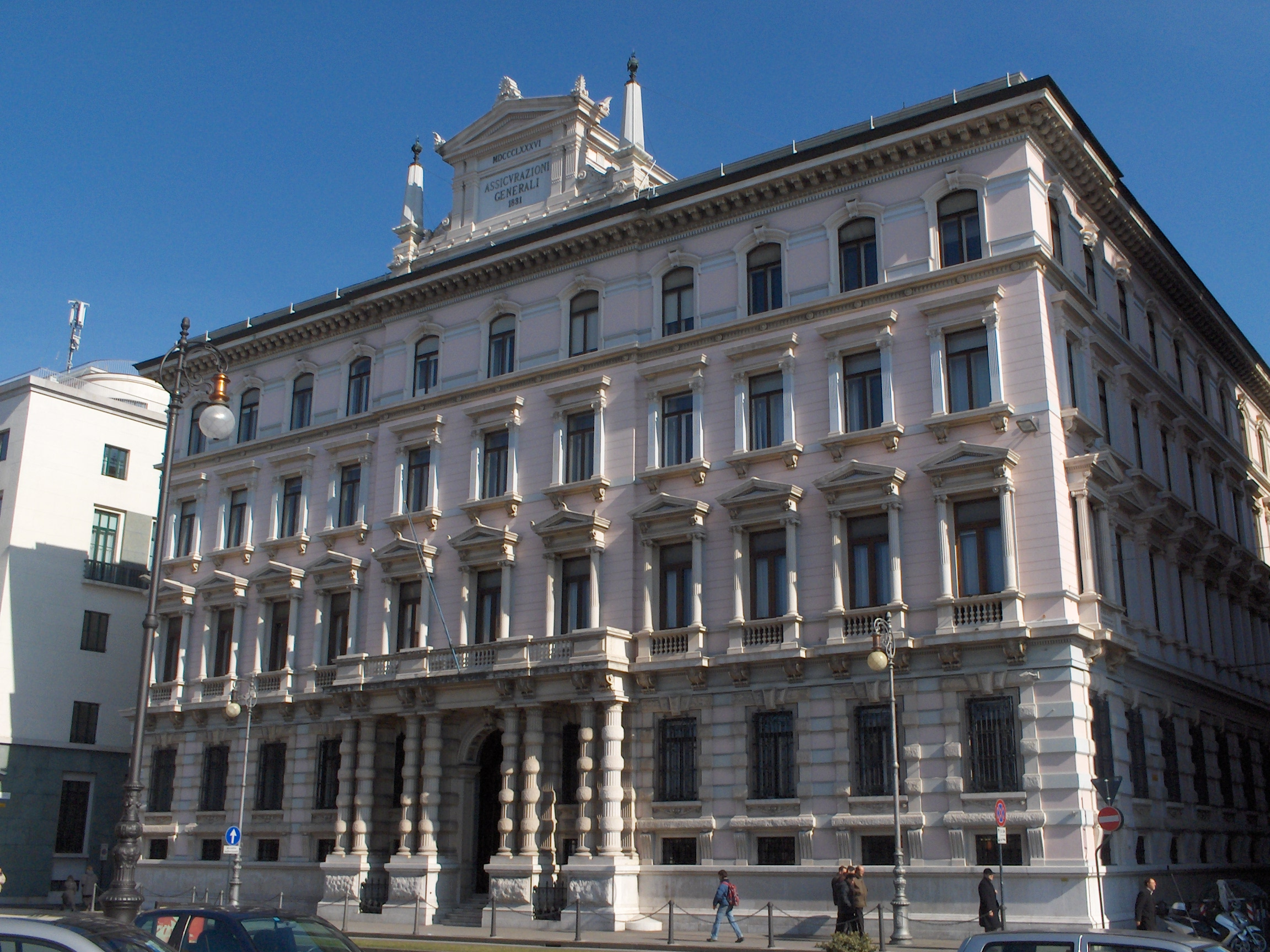
Le siège du Lloyds autrichien et des Assicurazioni Generali à Trieste

Le port de Trieste devient la seule façade maritime stable pour l'Empire austro-hongrois, quand l'instabilité politique paralyse Venise après la « Révolution de Saint-Marc ». Les années 1850 voient s'épanouir son fleuron, le Lloyds autrichien, société imaginée par l'assureur et négociant, Pasquale Revoltella, qui a également fondé les Assicurazioni Generali. Collectant et diffusant l'information via un réseau international de correspondants et de journaux, il s'inspire de certains services offerts par le Lloyd's of London. C'est aussi un pilier de la « Poste impériale d'Autriche-Hongrie » et un associé de la « Correspondance autrichienne » l'agence de presse créée par Joseph Tuvora. Le Lloys autrichien a pour objet de fournir « aux marchands et aux agent d'assurance les informations les plus précises au sujet du commerce et de la navigation ». Sa propre liaison régulière vers Constantinople, initiée en 1836, en fait la porte de l'Orient.
En 1846, le Lloyds autrichien a suscité la création, avec François Barthélemy Arlès-Dufour, d'une société d'étude pour le canal de Suez, qui devient dix ans plus tard la Compagnie de Suez. Le Lloyds autrichien détient 50000 actions, son fondateur Pasquale Revoltella prenant le poste de vice-président. Il ouvre une liaison maritime régulière avec l'Égypte en 1848 et recrute l'année suivante comme rédacteur en chef Eduard Warrens, l'ambassadeur américain à Trieste, un ex-conseiller du président américain James K. Polk. La presse autrichienne et le gouvernement apprécient son style concis, direct, et son réseau international. Reuters est abonné à ses services dès 1852. Au cours des années 1850, les tonnages transportés au départ de Trieste quintuplent, grâce à l'arsenal construit en 1853.
Pasquale Revoltella échouera finalement à impliquer l'Empire austro-hongrois dans l'aventure du canal de Suez, malgré la visite de Ferdinand de Lesseps en février 1859. En 1858, Joseph Tuvora fait le voyage de Paris pour nouer des contacts avec l'agence Havas. L'année suivante, il est évincé de la direction de son agence de presse, la « Correspondance autrichienne ». Le gouvernement autrichien sévit après un canular boursier, transmis par le télégraphe jusqu'en Angleterre et en Belgique, sur l'issue de la bataille de Magenta dans le nord de l'Italie. Tuvora a annoncé à tort la victoire autrichienne, en précisant qu'un renfort de 50 000 hommes avait rejeté les Français sur l'autre rive du Tessin, alors que la bataille se termine par une victoire décisive pour les forces franco-sardes. En 1863, une agence autrichienne se fonda à Londres, [Quoi ?],. L'agence Wagner de Francfort se créa peu de temps après, en 1866.

### L'AP de New York étend sa domination à l'Ouest et au Sud
La New York Associated Press met des années à éliminer Abott et Winnan, l'une de ses concurrentes américaine, qui a 62 journaux clients en 1852, l'année où elle réussit un renversement d'alliance contre la NYAP. Abott et Winnan s'appuie alors sur la « New England Telegraph Company », de Henry O'Rielly, détenteur de brevets d'Alexander Bain (inventeur), pour s'approvisionner en dépêches venues d'Europe. Dans un courrier à la Cunard, Henry O'Rielly réclame ainsi un droit d'accès aux dépêches égal pour tous lors de l'arrivée des paquebots à Halifax. Sa lettre affirme s'exprimer pour « une partie majeure de la presse ». Restrictif, le contrat entre la NYAP et le télégraphe d'Halifax prévoit que personne ne peut utiliser les nouvelles apportées par la Cunard, tant qu'elles n'auront pas été publiées par les journaux membres de la NYAP. Le combat d'Henry O'Rielly s'explique par son souci d'ouvrir le télégraphe à un maximum de clients. Abott et Winnan en a beaucoup plus que la NYAP, même s'ils sont en général plus petits.
Une « United States Associated Press », de Johnson et Zabriskie, tente aussi de concurrencer la NYAP pour les nouvelles européennes, avec l'aide de quatre quotidiens de Philadelphie. L'American Telegraph Company tente d'en profiter pour imposer une hausse de 75 % de ses tarifs, avant d'y renoncer. L'année où disparait Abott et Winnan, la NYAP acquiert un grand nombre de nouveaux clients. Un procédure d'admission est imaginée : il faut le consentement d'au moins six des sept journaux membres de la coopérative. Beaucoup sont basés au Sud et à l'Ouest. En 1858, la NYAP fournit par exemple plus de 91,7 % pour cent des dépêches télégraphiques publiées par le Chicago Tribune, 95,2 % de celles du New Orleans Picayune et 82,4 % de celles du Richmond Despatch. La presse reste alors avantagée par le Post Office : un tarif unique de 3 cents par envoi, dans un rayon de 3 000 miles, a été voté par le Congrès en 1851. La NYAP se prépare à la vague de quotidiens du soir qui déferlera après la Guerre de Sécession car l'un de ses membres fait ce choix dès 1859.

### La presse anglaise ne veut plus des compagnies de télégraphe comme agence de presse
En Angleterre, plus de 120 journaux de province sont abonnés en 1854 aux services d'information des compagnies de télégraphe, qui jouent, de fait, le rôle d'une agence de presse. La croissance explosive de cette presse régionale anglaise au cours des années 1850 va cependant la rendre beaucoup plus exigeante et l'amener à rechercher d'autres sources d'information. Le tirage du Times de Londres est dépassé par celui du Guardian de Manchester, abonné à Reuters dès janvier 1859, ou du The Scotsman d'Édimbourg. Basés tous deux dans des régions textiles, ils sont devenus quotidiens en 1855, l'année de l'abolition de la taxe sur les journaux et de la création du Daily Telegraph, premier quotidien à un pence, et premier du pays par le tirage. Le Liverpool Mercury devient aussi client, puis quotidien en 1858.
L'opinion publique anglaise se passionne pour les prémices de la Guerre de Sécession, depuis les conflits sanglants du Bleeding Kansas en 1854. La fin prévisible de l'esclavage risque d'assécher en coton l'industrie anglaise, qui fabrique la moitié du textile mondial, alors que les deux-tiers de l'offre de coton brut sont cultivés dans le Sud des États-Unis. Cette dépendance est « cause d'inquiétude que le développement de la culture dans l'Inde tendrait à diminuer », note dès 1858 un professionnel de Liverpool. Selon lui, les importations anglaises de coton indien ont déjà doublé en 15 ans. La British and Irish Magnetic et l'Electric and International Telegraph Company ont dû, dès janvier 1859, acheter à Reuters, pour 800 sterling par an, le droit de diffuser ses informations aux journaux anglais de province. Dès 1856, le financier américain Cyrus West Field suggère un câble télégraphique transatlantique. Reuters vend au Times de Londres une offre sur les marchés financiers américains, peu après le krach new-yorkais d'octobre-décembre 1857. Le câble est posé le 5 août 1858, mais rapidement rompu. Son remplacement va prendre huit ans.

## Années 1860

### L'AP de New York victime de la censure lors de la Guerre de Sécession
Débutée en 1861 et prévisible depuis quelques années, la Guerre de Sécession est précédée par les premières liaisons terrestres entre l'est et l'ouest des États-Unis:
- le relais de diligences de Wells et Fargo en 1858, avec 24 jours entre Saint-Louis (Missouri) et San Francisco[39].
- le Pony Express lancé en avril 1860, avec 500 chevaux répartis sur 90 postes, qui ramène la durée de traversée à dix jours[39].
- la liaison télégraphique, dont la construction démarre début 1861 grâce à une subvention fédérale de 40 000 dollars, alors que le pays revendique 80 000 km de télégraphe. Le premier message transcontinental circulant le 24 octobre 1861[39].
- le lien ferroviaire, autorisé par le Pacific Railroad Act de 1862 est achevé le 10 mai 1869[169].

Pendant cette guerre, l'image de la New York Associated Press a souffert de la censure qui lui avait été imposée. Dès la mi-avril 1861, le Chicago Tribune se plaint d'elle et crée un service de remplacement. Le 20 mai 1861, la police envahit le siège de l'American Telegraph Company et saisit tous les télégrammes. Dès le lendemain, elle cesse ses échanges avec le Sud, où tous ses bureaux forment une nouvelle société. En juillet 1861, la censure dure une journée, sur la véritable issue de la Première bataille de Bull Run. La NYAP avait annoncé à tort, trop tôt, la victoire des armées du Nord, finalement battues. Les quotidiens de Washington ne l'ayant pas annoncée, la fausse victoire avait été prise à Wall Street pour une manipulation boursière.
Sur les 436 journalistes qui couvrent le conflit au départ de Washington, Richmond et les théâtres d'opération, seulement 6 % sont correspondants à la New York Associated Press. Les sept journaux de la coopérative ont leurs propres équipes pour suivre la guerre, jusqu'à 198 reporters à certains moments. La Southern Associated Press n'a que six correspondants, qui seront dix lorsqu'elle sera transformée en « Confederate Press Association ».

### La réponse anglaise à l'oligopole télégraphique: création de la Press Association
Pendant la Guerre de Sécession, la presse régionale anglaise mène une fronde contre les compagnies de télégraphe, dont elle déplore la médiocrité des informations. Elle s'organise peu à peu, et quelques années plus tard les journaux régionaux vont fonder leur propre agence de presse coopérative, la Press Association en 1868. Face à l'appétit de la presse anglaise pour la couverture de la Guerre de Sécession, Reuters noue en 1862 un accord avec la New York Associated Press, officialisant trois ans de travail en commun. En échange d'un forfait de cent dollars, Reuters reçoit d'Amérique au moins 2000 mots par semaine. Reuters a aussi ses propres envoyés aux États-Unis, James Mc Lean et James Heckscher, pour lui transmettre, par bateau, des synthèses de la presse et enquêter un peu.
Les quotidiens anglais veulent ensuite avoir leurs informations exclusives sur cette guerre. Ils installent des employés en Irlande, à Cobh, ou près de Londonderry, pour intercepter les nouvelles amenées par les paquebots d'Amérique, via des petits bateaux privés allant à leur rencontre. En juillet 1863, Reuters et le Times déploient à leur tour, jusqu'au petit port de Crookhaven, à la pointe sud-ouest de l'Irlande, une ligne télégraphique privée. Ce système permettra aux clients financiers de Reuters, qui disposaient de contrats privilégiés, d'apprendre les premiers l'Assassinat d'Abraham Lincoln. Le banquier Peabody fait circuler la nouvelle et une bagarre éclate dans l'enceinte de la Bourse de Liverpool, où l'on croit à une autre manipulation boursière.
Les journaux britanniques veulent aussi obtenir des opérateurs télégraphiques la baisse de leurs tarifs. En 1859, un Anglais paie deux fois plus qu'un américain pour chaque mot télégraphié. La fronde est menée par William Saunders, fondateur d'un quotidien à Plymouth puis de l'agence Central Press en 1863. L'année suivante, le monopole de trois sociétés de télégraphe est dénoncé par la prestigieuse Newspaper Provincial Society, de George Harper, éditeur de l'Huddersfield Chronicle,. Il milite en faveur de la création d'une agence de presse coopérative appartenant aux journaux de province. Ce sera la Press Association, créée pour garantir l'égalité de traitement des clients du télégraphe, qui accompagne la loi du 31 juillet 1868 le nationalisant. La même année, Reuters accepte de sous-traiter la diffusion de toutes ses informations à cette agence coopérative, qui s'engage en échange à couvrir toute l'actualité anglaise. Une soulte de 3 000 sterling est versée à Reuters pour compenser l'écart de valeur entre les deux flux de nouvelles. C'est près de quatre fois la somme reçue par Reuters des compagnies de télégraphe une décennie plus tôt, pour un service entre-temps très enrichi.

### Le monopole télégraphique divise les agences américaines
Après la Guerre de Sécession, les agences de presse américaines sont confrontées à la création d'un monopole du télégraphe, la Western Union fusionnant avec l'American Telegraph. Le 24 juillet 1866 est votée loi américaine autorisant la construction de lignes télégraphiques le long des lignes existantes sur les lieux publics, mais sans effet important sur le marché. Daniel H. Craig a compris que la Western Union contrôle le jeu et n'a plus besoin des journaux européens à compiler. Il crée alors sa propre agence de presse pour faire face à a nouvelle situation. En novembre 1866, il signe avec le New York World, qui a racheté avant la guerre le New York Courrier and Inquirer, puis avec la Western Associated Press, puis même avec Reuters. Le 13 décembre 1866, Daniel H. Craig est viré précipitamment de la New York Associated Press dès que son projet est connu.
En janvier 1867, la Western Union fait signer une paix des agences à ses deux grands clients. La New York Associated Press a voulu négocier seule avec la Western Union au nom des autres, ce qui a été jugé innaceptable par tous. La Western Associated Press, a plus de cent membres mais n'a pas su pousser son avantage, elle n'a obtenu que des avantages tarifaires et de priorité, comme les autres AP. La tension produit ainsi une situation de relatif statu quo, la Western Union étant surtout soucieuse d'éviter de se faire des ennemis et espérant un soutien des journaux face aux tentatives de régulation. Elle fait en particulier face, en 1869, à une proposition de loi pour créer un opérateur public du télégraphe. Face aux difficultés de sa concurrente, la Western Associated Press aurait pu pousser son avantage, mais James Simonton, le nouveau président de la Western Associated Press, ne connait pas trop le dossier. De plus, les adhérents sont très éloignés et absorbés par leur croissance rapide, chacun dans sa ville. Cette déception pour la Western Associated Press l'amène en 1869 à procéder au recrutement d'un manager spécialiste William Henry Smith.

### Le triomphe prussien à Sadowa lance l'Agence continentale en Europe du Nord
Avant de devenir chancelier prussien en 1862, Bismarck représente la Prusse auprès de la confédération des États allemands à Francfort. Avec son mentor Otto Theodor von Manteuffel, il apprend à contrôler la presse, via des fonds publics. Lors de la Guerre des Duchés de 1864, les reporters des pays neutres sont exclus du champ de bataille par les prussiens, mais la couverture des correspondants de guerre prussiens ne satisfait pas les journaux des autres pays d'Europe.
En mai 1865, Richard Wentzel, conseiller de Gerson von Bleichröder, financier proche de Bismarck, alerte l'Empereur d'Allemagne sur le risque, selon lui, de voir l'agence de presse Reuters nuire aux intérêts de l'Allemagne. Le Kaiser a alors suggéré que l'Agence Continentale s'adresse directement à des « financiers respectés et patriotes ». Un consortium financier dirigé par Gerson von Bleichröder transforme alors le « Bureau télégraphique Wolf » en une société en commandite, l'Agence Continentale, dont Richard Wentzel prend la tête. Il convainc le roi de Prusse de lui accorder un prêt de 300000 thalers, dont 200000 thalers versés immédiatement. Une opération à laquelle un autre conseiller à la cour, le juriste Hermann Riem, fut associé et qui a des contreparties: « l'Agence en réfère au gouvernement dès qu'il y a une dépêche suspecte et suit ses instructions sans réserve, selon un rapport du secrétaire d'État Bernhard Ernst von Bülow. Un des idéologues de l'Empire allemand, le maréchal et baron Colmar von der Goltz, estime alors qu'il faut « coûte que coûte donner aux entreprises militaires bonne et belle apparence. Ce n'est pas tout d'être fort, il faut paraître avoir raison ».
Lors de la guerre austro-prussienne de juin-juillet 1866, les belligérants écartent la presse de la Bataille de Sadowa, l'endroit le plus important. Seul le reporter du Times de Londres, William Howard Russell, peut en publier des descriptions détaillées et vivantes, grâce aux prussiens, après avoir raconté les pressions de l'état-major autrichien. Reuters a échoué à rapporter à temps l'issue réelle de la bataille. À l'issue de cette guerre Bismarck a récupéré l'Allemagne du Nord, en particulier les villes de Brême et Hambourg, qui refusaient jusque-là les services de l'Agence Continentale, considérée « à juste titre comme agent de l'hégémonie prussienne ». Bismarck en profite aussi pour mettre sous séquestre les fonds de la Couronne de Hannovre, que l'opinion publique appelle bientôt les « fonds reptiliens » car ils vont servir à corrompre médias et journalistes, accusés de venir prendre des « bains de boue », dans les antichambres du pouvoir ».
Forcé d'abandonner le très lucratif marché de l'Allemagne du Nord la nouvelle Agence Continentale, Reuters obtient qu'elle verse en échange 25 % de ses bénéfices à lui-même et Havas. Quand démarre la Guerre de 1870, la première depuis qu'existe un télégraphe atlantique, les agences de presse sont de nouveau concurrencées par de très nombreux envoyés des quotidiens, une vingtaine pour le New York Herald ou Le Gaulois, tandis que la presse régionale est là, The Scotsman, le Manchester Guardian, l'Irish Times ou le Glasgow Herald. La plupart sont arrivés par Paris, plus proche des combats que Berlin, mais Napoléon III leur refuse l'accès aux champs de bataille, avant de créer un « bureau des nouvelles », pour la communication. Bismarck finit par donner, de son côté, l'accès à quelques journalistes anglais réputés. Ceux-ci ont été très critiques sur la couverture par les médias allemands. L'équipe de reporters du New-York Tribune, menée par George Smalley, donne la première, et par le câble atlantique, les événements les plus importants, Sedan, Gravelotte et Metz, les informations sont transmis aux anglais du Daily News, qui sont même félicités pour leur avance par le Times.

## Années 1870

### La dépêche d'Ems, à la veille de la guerre de 1870

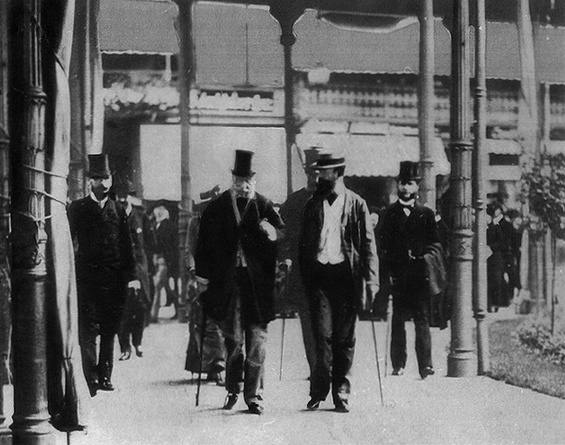
Guillaume Ier (empereur allemand) et Vincent Benedetti à Ems.

Le 13 juillet 1870, Bismarck envoie un télégramme diplomatique à toutes les ambassades européennes. Dès l'après-midi, la Deutsche Allgemeine Zeitung, organe de propagande prussien, lui consacre une édition spéciale. C'est le récit d'un pseudo-incident diplomatique franco-allemand à Bad Ems (Luxembourg). Napoléon III y voit une provocation. Il déclare la guerre franco-allemande de 1870. On parle de « dépêche d'Ems » car ce télégramme est aussi reproduit par l’Agence Continentale, contrôlée par Bismarck, dont les dépêches sont diffusées en France par sa partenaire Havas. La dépêche ne reprend qu'une partie du télégramme, suivie d’un second paragraphe qui relativise l'incident diplomatique. Mais les journaux français, qui ont reçu le télégramme officiel d’abord, ne retiennent que le premier paragraphe.
Une semaine avant la dépêche d'Ems, la presse française était déjà survoltée. Dans un éditorial intitulé « La guerre », le quotidien Le Pays écrit le 7 juillet : « Cette affaire qui eût été sans importance il y a dix ans est la goutte d’eau qui fait déborder notre calice trop plein d’amertume (…) Ou la Prusse retirera ses prétentions, ou elle se battra ». Même agressivité pour le quotidien Le Gaulois : « S’il faut choisir une fois encore entre la patrie amoindrie, réduite, et la guerre, nous n’hésitons pas ! » D’autres quotidiens se montraient plus réservés. Le Temps parlait même d’une « espèce de fureur » qui s’était emparée de la presse. Le lendemain de la déclaration du ministre des Affaires étrangères Gramont, applaudie frénétiquement à l'assemblée, plus d’une dizaine de titres l'approuvèrent : Le Gaulois, Le Figaro, L’Univers, Le Correspondant, Le Constitutionnel, Le Pays, 'Le Soir, La Presse, L’Opinion nationale, Le Moniteur universel et La Liberté. Parmi ceux qui l’interprétèrent comme une déclaration de guerre intempestive, Le Français, Le Temps, Le Siècle, Le Réveil, L’Électeur libre, Le Public, Le Rappel, L'Avenir national et La Revue des deux Mondes, selon Stéphane Audoin-Rouzeau.
Les partisans de la guerre sont plus virulents, plus mobilisés, que les pacifistes : le 7 juillet, le correspondant particulier de L’Écho du Parlement de Bruxelles écrit que « tout le monde me paraît en train de perdre le peu de sang-froid que l'on avait encore conservé depuis deux jours (…). De la presse, l'émotion est rapidement descendue dans les masses, et il n'est pas un coin de Paris, peut-être même de la France, où l'on ne s'indigne contre la prétention de la Prusse de relever à son profit l'empire de Charles Quint », même s'il « est plus que probable que parmi ceux qui parlent ainsi, les neuf dixièmes au moins ignorent de la façon la plus complète ce que furent Charles Quint et son empire ».

### En 1876, la mort d'un correspondant local de la New York AP, àLittle Big Horn
La Conquête de l'Ouest entraîne la création de centaines de petits journaux, souvent situés loin du télégraphe, que se disputent âprement la Western Associated Press et la New York Associated Press. L'un de ces journalistes de la «Frontière sauvage», Mark Kellogg, décède au travail, le 25 juin 1876, pendant la bataille de Little Bighorn, gagnée par les chefs sioux Sitting Bull et Crazy Horse. Il faudra 17 jours pour qu'émerge des détails sur la plus sévère défaite de toute l'histoire de l'armée américaine. En pleine Guerre des Black Hills (collines noires), il avait rejoint l'ex-colonel Clement A. Lounsberry pour lancer le journal Bismarck Tribune à Bismarck, une petite ville fondée par la compagnie des chemins de fer Northern Pacific Railway afin d'héberger des immigrés allemands. Lounsberry est accrédité par la New York Associated Press et le New York Herald pour accompagner son ami Custer au combat. Mais sa femme tombe malade. Il doit céder sa place à son collègue Mark Kellogg, dont les militaires espèrent qu'il puisse raconter une victoire éclatante. La dernière de ses trois dépêches est envoyée neuf jours après la deuxième et quatre jours avant la bataille de Little Bighorn. Manquant de neutralité, mais lucide, le texte affirme : « By the time this reaches you, we would have met and fought the red devils, with what result remains to be seen. I go with Custer and will be at the death », signifiant qu'il doit accompagner Custer « jusqu'à la mort ».
Le massacre sera révélé par l’Helena Herald, journal d'Andrew J. Fisk, à Helena (Montana), petite ville située 400 kilomètres plus à l'ouest, jusqu'à laquelle un survivant a galopé. Grâce au télégraphe, le Bismarck Tribune peut en rendre compte le 6 juillet, douze jours après la bataille. Par le télégraphe aussi, James Gordon Bennett, patron du New York Herald, demande à Andrew J. Fisk de foncer vers le champ de bataille pour ramener des détails, qui seront publiés le 11 juillet dans le New York Herald, dix-sept jours après. Le quotidien new-yorkais avait déjà publié un an plus tôt, de juillet à octobre 1875, une série de grandes enquêtes sur des commissions versées à Orvil Grant, le frère du président américain Ulysses S. Grant, dans une affaire de surfacturations sur les livraisons au 7e régiment de cavalerie de George A. Custer, sous la plume de Ralph Meeker, grâce à l'aide discrète du Bismarck Tribune.

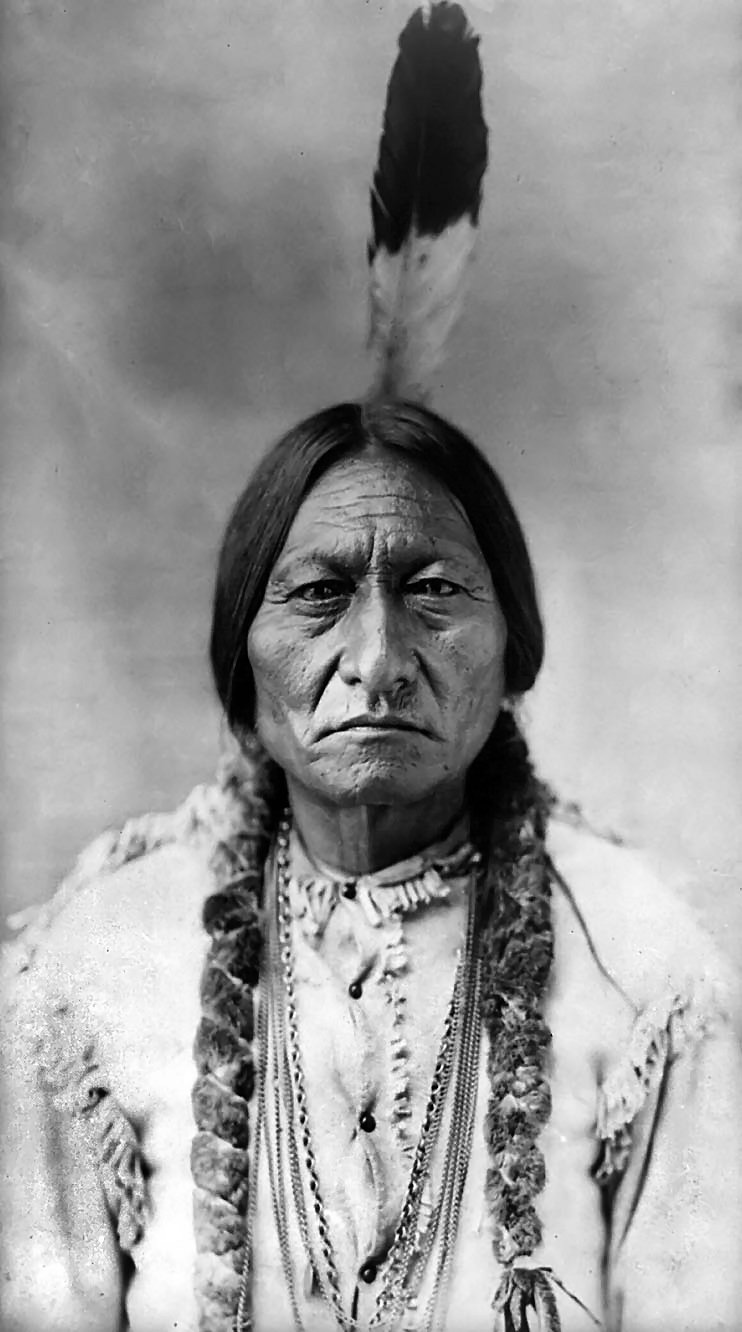
Chaman Sioux hunkpapa Sitting Bull.
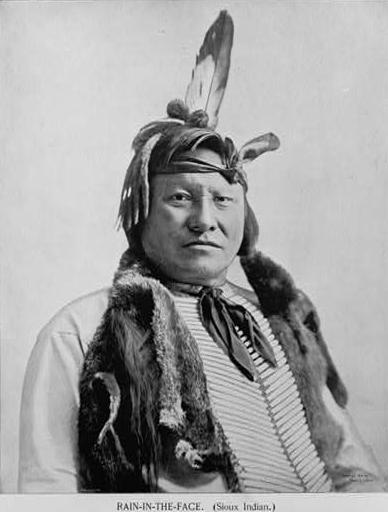
Rain In The Face, chef sioux hunkpapa.
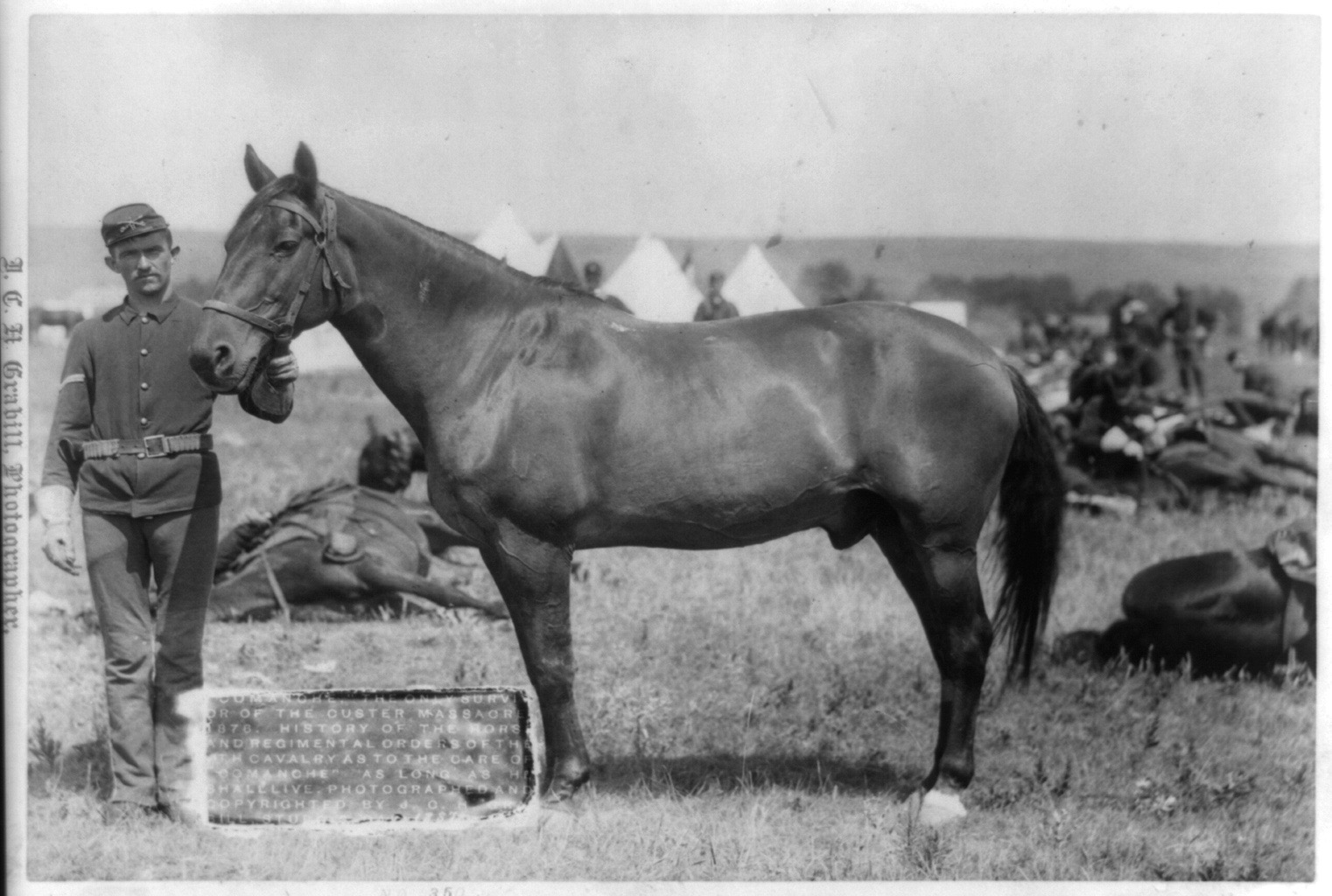
« Comanche », la monture du capitaine Keogh, « seul survivant du bataillon de Custer ».
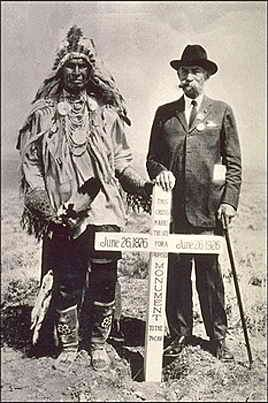
Le scout crow White Man Runs Him et le général Godfrey, vétérans de la bataille, 1926.

### La presse et le télégraphe se démocratisent en France et aux États-Unis
En 1866, le télégraphe est plus utilisé en Amérique qu'en Europe, car il y coûte presque trois fois moins cher, les grands quotidiens new-yorkais paient des fortunes pour les derniers développements de la guerre austro-prussienne et Wall Street suit la tendance de Londres, Paris et Francfort le matin.
D'abord favorisée par la taille du marché français et sa position centrale en Europe, où ses réseaux passent par les voies plus classiques (cheval, pigeon voyageur, télégraphe optique), l'Agence Havas devra ensuite innover, sous la pression des concurrents et clients. « La généralisation, dans les quotidiens, de dépêches télégraphiques ne commence que vers 1878 pour les informations françaises et de 1884 pour les informations internationales », selon l'historien Michael Palmer. En 1877, sur les 118 507 kilomètres du réseau mondial de télégraphie, plus de 80 %, soit 103 068 kilomètres, sont encore anglais, malgré l'expansion du réseau américain dû à la Conquête de l'Ouest.
Dans le but de faire diminuer les prix en France, les Lois sur le télégraphe de 1878, qui s'accompagnent de la suppression d'une taxe-timbre sur les journaux, s'inspirent de l'exemple anglais du Telegraph Act de 1869. Cette réforme, de même que la loi de 1881 sur la liberté de la presse, est obtenue au forceps par la petite presse, terme générique utilisé pour définir les quotidiens populaires à un sou (cinq centimes), qui fleurissent au même moment à Paris et en Province : dès 1878 le Petit Lyonnais tire à 120 000 exemplaires face à cinq concurrents.
Aux États-Unis, les nombreux quotidiens sont en avance pour l’utilisation de dépêches télégraphiques. Leur forte demande, qui continue à croître, est un motif pour créer de nouvelles compagnies de télégraphe.
Le paysage américain des infrastructures télégraphiques est bouleversé au début des années 1880 : il y a désormais trois sociétés rivales, qui font chuter de moitié le coût des transmissions :
- la Western Union de Jay Gould, dont le monopole a longtemps été accusé de freiner la croissance.
- la Postal Telegraph Company, créée en 1881 pour la concurrencer.
- dès 1883, c'est l'arrivée de la Commercial Cable Company de James Gordon Bennett senior et John William Mackay, un entrepreneur habitué aux batailles d’affaires, héros de la saga du Comstock Lode, dans le Nevada.

Côté utilisateurs, c'est la création en 1882 de l’United Press (association), concurrente de la New York Associated Press et de la Western Associated Press, à l’instigation de l’Empire de presse Scripps-Howard, qui lance des quotidiens du soir, bon marché et ouverts à l’actualité internationale.

## Années 1880

### Devenue société anonyme, Havas se heurte à l'Agence télégraphique républicaine
Au cours de l'été 1879, juste après le vote des Lois sur le télégraphe de 1878, Havas est transformée en une société anonyme, valorisée 8,5 millions de francs, dont 7,5 % du capital est cédé au baron Émile d'Erlanger, basé à Londres. Les nombreux autres actionnaires, ils seront 400 à 500 d'ici la fin du siècle, sont tous français. Havas n'a été valorisée qu'environ cinq fois le capital de l'Agence Fournier (1,5 million de francs) créée six ans plus tôt. La publicité de la presse parisienne est logée dans une structure distincte de la société anonyme. En 1884, une Agence télégraphique républicaine est fondée par Jules Chapon, directeur du groupe de presse La Gironde, puis instituée sous forme associative en 1885 par des quotidiens départementaux. Elle compte dix rédacteurs, installés au 101 rue de Richelieu à Paris, juste à côté de la Bourse, qui en janvier 1886 desservent dix centres provinciaux importants. La Loi de 1881 sur la presse a donné des ailes à ses promoteurs, parmi lesquels l'Association de la presse républicaine départementale, créée en 1879 à Paris par le journaliste Edgar Monteil en réaction aux Lois sur le télégraphe de 1878. Le lobbying des journaux départementaux n'a pas porté en effet tous les fruits souhaités. Les tarifs télégraphiques restent chers, même pour la presse et ses quinze « fils spéciaux » posés sur 8 800 kilomètres. En 1884, les journaux paient 100 francs le kilomètres, 700 s’il est souterrain. Résultat, sur 86 départements, 33 n’ont pas de fil télégraphique et 33 n’en ont qu’un, les 20 restants croulant sous le trafic. L'Agence télégraphique républicaine se montre aussi vigilante sur le contenu du fil Havas.
D'autres regroupements apparaissent au même moment : l'Association de la presse monarchique et catholique des Départements (APMCD) et l'Association de la Presse départementale plébiscitaire (APDP). La création de ces associations « accompagne la victoire électorale et institutionnelle d'un républicanisme de combat », selon l'historien de la presse Laurent Martin. Elle contribue l'augmentation du nombre des journalistes, selon la même source : 2 000 « écrivains de presse » en 1885, 5 400 en 1895 et 6 000 en 1910, selon l'annuaire de la presse. En 1906, elle a encore des journalistes accrédités à la Présidence de la république pour la couverture des déplacements officiels.

### La «Triple alliance télégraphique» de Bismarck et Crispi

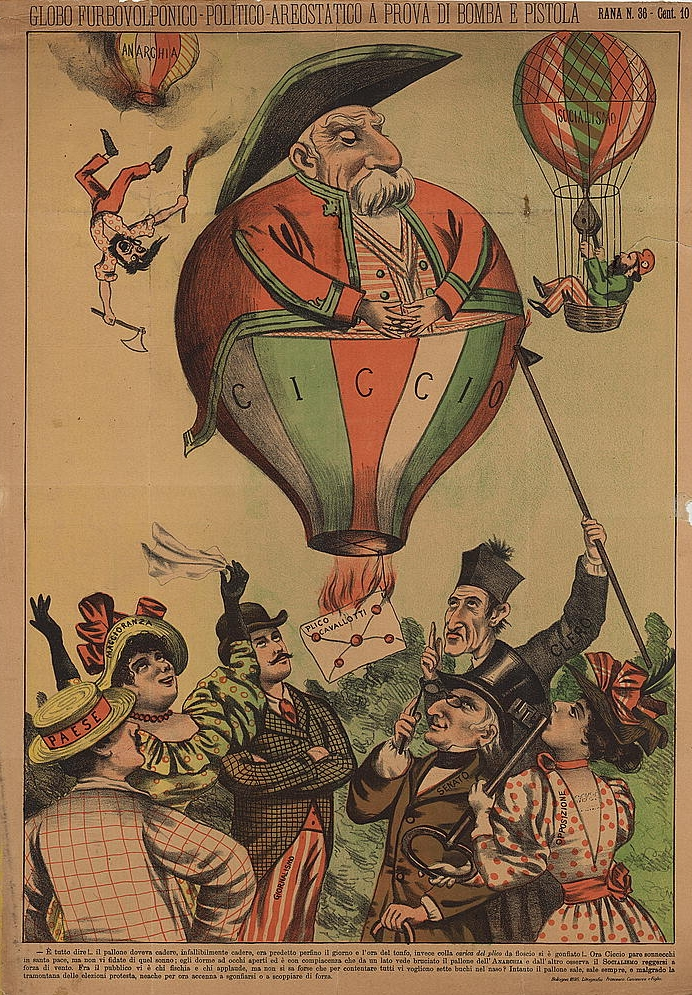
Caricature de 1895 montrant Francesco Crispi planant au-dessus de la majorité, la presse, l'opposition, le gouvernement et l'Église. Deux autres ballons, l'anarchisme et le socialisme, semblent le menacer.

En 1887, Bismarck et son homologue italien Francesco Crispi décident lors d'une rencontre de créer une « Triple alliance télégraphique », réplique de la « Triple alliance diplomatique » reliant leurs deux pays et l'Autriche depuis le 20 mai 1882. Les Italiens avaient en particulier réagi au fait que les Français étendent leur empire colonial, en prenant pied en Tunisie en 1881. Après la prise de Massaoua, en Érythrée, par les Italiens en 1886, une deuxième triplice, l'entente de la Méditerranée avait été signée le 20 février 1887 à Berlin, pour faire face aux réactions hostiles de la France et l'Angleterre. Elle est complétée par un traité de réassurance avec la Russie, qui vise à sécuriser ses frontières avec l'Autriche.
Bismarck et Crispi estiment que Reuters et Havas les desservent. Leur projet d'alliance télégraphique inclut l'Agence Continentale allemande, le Telegraphen Korrespondantz Bureau de l'Empire austro-hongrois, et l'Agence Stefani italienne. Il vise clairement à s'émanciper de Reuters et Havas. Il échoue de très peu. Deux ans plus tard, en mai 1889, les choses rentrent dans l'ordre : le traité de coopération entre l'Agence Havas, Reuters, l'Agence Continentale est renouvelé, en incluant le Telegraphen Korrespondantz Bureau. L'Agence Stefani italienne n'a pas obtenu sa part du gâteau. Elle tentera de prendre sa revanche au siècle suivant, sous Benito Mussolini. Hector Friedländer qui la diriger de 1881 à 1916, profite cependant de ce projet de Triple alliance télégraphique pour manifester sa loyauté à Francesco Crispi car il craint de le voir accorder l'appui gouvernemental à une autre agence italienne. Sous sa direction, l'Agence Stefani est considérée comme l'un des plus fidèles auxiliaires de la politique pro-allemande de l'Italie. Elle est même accusée de « dénaturer les faits et tronquer les débats ».

### La crise des Balkans, les élections allemandes de 1887, puis l'Affaire Schnaebelé

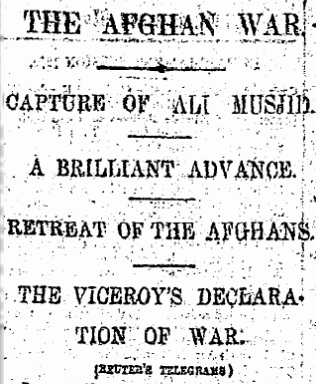
Le 23 novembre 1878, télégramme de Reuters annonçant la bataille d'Ali Masjid.

Les années 1880 voient flamber les nationalismes, excités par la guerre de 1876 entre les empires austro-hongrois, russes, et ottomans, mettant sous pression le partage du monde entre grandes agences de presse. Pour Reuters, Sigismund Englander part couvrir la crise des Balkans, à Constantinople, sur le territoire de l'Agence Continentale. Il obtient des scoops sur la désintégration de l'Empire Ottoman. Havas y envoie aussi ses propres reporters, après s'être attaquée, comme Reuters, au territoire de l'Agence Continentale, en embauchant des correspondants à Belgrade, Bucarest, Sofia et Constantinople, tout en étant représentée à Athènes. En octobre 1876, lors l'ultimatum militaire russe à la Turquie, Havas a critiqué l'Agence Continentale pour avoir sous-traité la couverture des opérations à une agence officieuse russe, appelée tantôt Agence générale russe, tantôt Agence internationale, et qui n'assure pas un service satisfaisant. Les reporters d'Havas arrivent à Saint-Pétersbourg en novembre 1876, à Bucarest et Constantinople en décembre 1876, puis à Roustchouk en avril 1877. Un contrat est signé à Saint-Pétersbourg avec l'agence russe officielle le 2 juin 1877. Puis c'est avec la Roumanie en juillet 1877 et avec la Bulgarie en 1879.
L'antagonisme s'accentue avec le projet de « Triple alliance télégraphique ». Lors des élections allemandes de 1887, la couverture par l'Agence Continentale allemande est jugée trop favorable au gouvernement de Bismarck. Ce reproche incite les deux quotidiens français les plus tournés vers l'actualité internationale, Le Soleil et Le Temps à envoyer à Berlin leurs propres correspondants. Deux mois après, l'Agence Continentale subit de nouvelles critiques, après l'Affaire Schnæbelé, incident diplomatique franco-allemand du 20 avril 1887, très médiatisé par les journaux français, au cours duquel Schnæbelé, l'un de des agents alsaciens-mosellans impliqués se révèle être un agent double à la solde de Bismarck.
Ces incidents ont créé de fortes dissensions entre l'Agence Continentale et la Havas, qui reproche à la première d'éluder l'incident. Dans un climat tendu, les discours revanchards du général Boulanger font monter la tension. L'incident rappelle l'épisode douloureux de la Dépêche d'Ems, qui avait contribué au déclenchement de la Guerre de 1870. Pendant une semaine, Havas s'arrangea pour alimenter ses abonnés en informations de la frontière et de Metz et pour leur fournir d'abondantes revues de le presse allemande, autrichienne, anglaise et française. En novembre de la même année, Havas dépêche un correspondant germanophone à San Rémo, où l'Empereur allemand, nonagénaire, effectue sa convalescence, suivi par des dizaines de journalistes, et déplore l'absence de l'Agence Continentale, qui se repose sur le correspondant de l'Agence Stefani. Ces tensions diplomatiques ont des conséquences jusqu'à Chicago et même San Francisco, où des spéculateurs tentent sur le marché du blé un corner sur le marché à terme de Chicago. Les paris de ces spéculateurs sont simples et vont durer jusqu'en 1888 : ils prévoient que les tensions liées à l'Affaire Schnæbelé vont permettre au général Georges Boulanger de prendre le pouvoir et lancer une guerre franco-allemande, avec pour conséquence une pénurie de blé en Europe, là où cette céréale est déjà moins abondante que prévu.
La rumeur veut qu'un des gros acheteurs soit la Banque du Nevada, fondée peu avant à San Francisco par John William Mackay, financier américain, d'origine irlandaise, qui a fait fortune à la Bourse de San Francisco en découvrant en 1868 le Big Bonanzza du Comstock Lode à Virginia City, le plus important gisement d'argent-métal de l'histoire des États-Unis. John William Mackay est un ami proche de l'éditeur de presse James Gordon Bennett senior, gendre du fondateur de l'agence Reuters et qui a lancé le 4 octobre 1887 l’édition européenne du journal New York Herald à Paris avant de s'y installer. La rumeur veut que Le Matin et le New York Herald, deux journaux proches, fassent le lit du Georges Boulanger, mais ne repose sur aucun fondement.
Le 27 août[Quand ?], l'Associated Press révèle que John Rosenfeld, de la « Nevada Warehouse and Dock Company » dans le port de Port Costa, en Californie et William Dresbach, président du San Francisco Produce Exchange, un autre marché à terme, fondé en 1867, ne peuvent honorer leurs engagements sur le blé. Deux jours après, John William Mackay dément être directement associé à la spéculation. Les actionnaires de la Banque du Nevada n'en perdront pas moins 12 millions de dollars, car ils ont pris le contrôle de 56 cargos de blé à des prix trop élevés.

## Années 1890

### La concurrence éphémère de Dalziel
Pendant trois ans, l'Agence Dalziel, créée en 1890 par le journaliste Davison Dalziel (1852-1928), a réussi à concurrencer à l'échelle internationale Havas et Reuters, grâce à l'aide discrète du Times de Londres.
Dalziel inonde le marché des nouvelles internationales et pratique le « nouveau journalisme » américain, avec plus de faits divers, comme l'affaire de Jack l'Éventreur, sur laquelle sa couverture est jugée meilleure que celle de Reuters.

### En 1892, l'AP de New York son dans celle de Chicago, nouveau monopole
Victor Lawson, patron du Chicago Daily News, fondé en 1872 par Melville Stone, également à l'origine de la création de la Western Associated Press, obtient à la fin des années 1880 des investigations qui révèlent en 1892 que la New York Associated Press a passé des accords secrets d'entente commerciale avec sa concurrente la United Press (association).
Cette entente commerciale provenait des manœuvres de l'opérateur de télégraphe, la Western Union, qui avait recruté en 1881 William Henry Smith, le patron de la Western Associated Press, pour créer une troisième agence de presse, codétenue par les deux autres, afin de faire pression sur ses clients dans la négociation des tarifs.
Furieux de l'échec de ce projet, William Henry Smith avait obtenu le limogeage du directeur de New York Associated Press, qui avait alors tenté de regagner sa position de leader par une entente commerciale avec la United Press (association), fondée en 1882 par cinq quotidiens pour profiter de la création de Postal Telegraph Company par James Gordon Bennett senior et John William Mackay, héros de la saga du Comstock Lode : Boston Globe, Chicago Herald, New York Daily News, Philadelphia Public Ledger et The Detroit News.
La Western Associated Press de Chicago, rebaptisée « Associated Press », devient une agence nationale, dirigée par Melville Stone patron du Chicago Daily News, dans laquelle se fond une grande partie de la United Press (association) et les autres « Associated Press » régionales, y compris la New York Associated Press, qui se dissout. Certains journaux de la United Press (association) refusent cependant de rejoindre le nouveau monopole. Ils sont repris en 1897 par Walter P. Phillips, inventeur du Code Phillips, pour le télégraphe, puis transformée en 1907 en United Press, pilier de l'Empire de presse Scripps-Howard.

### La justice déclare le statut de coopérative d'intérêt général en 1900
Les intrigues des journaux membres de l'AP pour en exclure leurs concurrents locaux se poursuivent après la GRANDE fusion de 1892. En 1898, le quotidien Inter Ocean, membre de la Western Associated Press depuis 1865, est exclu, au motif qu’il reçoit des nouvelles d’une autre agence de presse. Il se défend par une action en justice.
La Cour suprême de l'Illinois, par une décision de 1900 : l'Arrêt Inter Ocean Publishing contre Associated Press, annule l'exclusion du quotidien Inter Ocean, jugée illégale, et statue sur le fait qu’AP est une coopérative et un service public. Cette décision de justice amène AP à déménager pour l’État de New York, où le droit des sociétés est plus favorable aux coopératives, mais doit respecter l'esprit de cette décision. Le modèle économique en sort renforcé : AP n'a plus le droit de refuser des membres et va donc chercher à en avoir le plus possible, pour mieux mutualiser ses coûts.

## Les années 1900

### La montée en puissance rapide de l’Associated Press
L'agence américaine Associated Press, aiguillonnée par l’United Press (association) , est unifiée à partir de 1892. Elle se voit intimée en 1900 par la Justice américaine, via l’Arrêt Inter Ocean Publishing contre Associated Press, d’accepter tous les journaux américains qui souhaiteraient y adhérer, les magistrats estimant qu'il en relève de l'intérêt général. Sa stratégie est alors poussée vers la conquête de nouveaux journaux et de nouveaux clients, sans pourvoir arbitrer en faveur des uns ou des autres, ce qui permet de mutualiser les dépenses d'expansion entre un plus grand nombre de journaux membres.
Entre 1901 et 1903, l’Associated Press profite de la forte croissance de l’industrie des médias aux États-Unis pour installer quatre bureaux en Europe, à Londres, Berlin, Rome, Paris alors qu'elle ne disposait jusque-là que d'un correspondant à Londres. En 1910, l’AP a 800 journaux américains adhérents et un chiffre d’affaires de 2,7 millions de dollars. Le résultat de ce succès de l’ l’Associated Press, qui suscite des jalousies aux États-Unis, est la création en 1907 de l’United Press (association) par l’Empire de presse Scripps-Howard, puis en 1909 de l’International News Service par le groupe Hearst.
Si le marché mondial de l’information progresse très vite, la part des agences européennes diminue progressivement, même si leur rentabilité est dopée par la croissance du marché. Face à cette situation, Reuters, dont les réserves accumulées sont passées de 30 000 sterling à 100 000 sterling entre 1900 et 1910 a décidé de créer la Reuters Bank, transformée en 1912 en British Commercial Bank avec 500 000 sterling de capital payable en actions de 10 sterling ou en actions Reuters.

### Sir Roderick Jones et la Guerre des Boers
En 1900, les trois agences de presse américaines, AP, United Press et International News Service sont en expansion encore plus rapide: la part de marché mondiale des agences européennes diminue progressivement. Cependant, Reuters peut compter sur un réseau de 260 correspondants et bureaux à travers le monde, quand éclate la guerre des Boers dans le Transvaal, en Afrique du Sud. La couverture à peu près équilibrée de l'événement, à partir de sources d'information dans les deux camps, contribue à la bonne image de Reuters auprès de ses clients. L'Agence britannique révèle en 1902 la fin du Siège de Mafeking, combat central de la guerre des Boers: son reporter franchit les lignes Boers pour arriver au Mozambique, télégraphier la nouvelle, qui arrive dès le lendemain, et deux jours avant la communication militaire. Sir Roderick Jones, directeur du bureau de Johannesburg, revient à Londres auréolé du prestige de ce scoop. Il se lie d'amitié avec le baron Herbert de Reuter, fils du fondateur, à qui il succédera après son décès.

### La Banque Reuters et les projets dans la publicité
Au début du XXe siècle, le boom de la publicité dope la presse quotidienne, ce qui bénéficie indirectement aux ventes et à la rentabilité des agences de presse. Reuters voit ainsi ses réserves financières tripler, passant de 30000 sterling à 100000 sterling entre 1900 et 1910. Elle décide de créer la « Reuters Bank », rebaptisée British Commercial Bank en 1912, avec 500000 sterling de capital en vue de financer un département « publicité », sur le modèle de celui qui a enrichi sa rivale Havas. La British Commercial Bank va cependant fragiliser Reuters au début de la 1re guerre mondiale, sans que la branche publicité ne réussisse à percer.

## L'Europe victime de la censure de la guerre de 14-18
Les quatre agences de presse européennes sont les grandes victimes de la guerre de 14-18, qui les voient se compromettre, ou tomber sous le joug de la censure. Dans le camp des vaincus de la guerre, les agences de presse autrichienne et l'allemande sont démantelées après le conflit militaire. Les agences de presse française et anglaise ont pour leur part vu leur prestige gravement entachée par la censure. C'est tout particulièrement le cas de Reuters, qui est en partie discréditée dans tous les pays du Commonwealth.

## L’entre-deux guerres: montée des radios, des agences d’État et des américaines
L’entre-deux guerres est marqué par une révolution: les progrès fulgurants dans la TSF permettent de contourner le réseau télégraphique, ce qui rend ce partage du monde intenable. L'Allemagne, qui a quasiment perdu son Agence Continentale, se sert massivement de la radio, tandis qu'émerge un immense empire de presse, le Trust Hugenberg, qui crée sa propre agence, rapidement placée au service du parti nazi, puis fusionnée avec ce qui reste de l'Agence Continentale.
Autre évolution, la nouvelle montée en puissance des agences américaines, Associated Press, mais aussi de ses deux compatriotes, INS et UPI, qui pénètrent un peu plus en Europe et surtout en Asie, sur les terres de Reuters, parfois grâce à la radio. Leur irruption oblige les agences européennes et AP à renoncer à leur partage du monde, lors de l’Accord du 26 août 1927 sur l'information. Le cartel des agences est définitivement enterré.
Parallèlement, les deux vainqueurs de la Guerre de 14-18, la France et l'Angleterre, voient leurs agences discréditées par l'ampleur de la censure pendant la guerre. L'agence autrichienne est démantelée et ses territoires partagés. L'Agence Havas française résiste plutôt mieux que Reuters, grâce à son importante filiale de publicité financière, la Bourse de Paris vivant la plus forte activité de toute son histoire. Mais après le krach de 1929, Reuters se reprend et tente de répondre à la perte de ses anciens territoires découlant de la création d'agences nationales dans le monde anglophone et de la montée des agences américaines.
Quatrième tendance de fond, la création de nombreuses agences nationales après la guerre, désormais au nombre de 12.

### Nationalisation des structures existantes et création de nombreuses agences nationales
- en 1919, l'Agence de presse Fabra est transformée par Havas en société anonyme espagnole[231].
- en 1920, Mustapha Kémal crée en Turquie le « bureau de presse kémaliste », future Agence Anadolu[232].
- en 1922, l'Agence Anadolu reprend la succursale commune d'Havas-Reuters, pourtant alliée en octobre 1922 avec l'Agence télégraphique ottomane[233].
- en mai 1920, l'industriel Hugo Stinnes rachète la Deutsche Allgemeine Zeitung, investit dans la presse, l'imprimerie, la pâte à papier, un empire qui fusionnera avec le[Quoi ?]
- en 1923, l'Agence Kokusaï japonaise cesse de constituer une simple filiale de Reuters, très critiquée au Japon[234], pour devenir en 1926[234] la coopérative de journaux Shimbum Ringo, agence de presse japonaise à part entière.
- en 1923, Europa Radio concurrence l'ensemble des agences de presse européennes.
- en 1923, United Press américaine signe un contrat avec l'Agence télégraphique russe, alias « Agence Rosta ».
- en 1923 aussi, United Press crée la British United Press au Canada puis à Londres.
- en 1923, Time-Magazine désigne Hugo Stinnes « nouvel empereur d’Allemagne ».
- en 1924, le nationaliste Hans Fritzsche devient rédacteur en chef de l'agence de presse du Trust Hugenberg, la Telegraphen Union.
- le 1er avril 1924, le Kuomintang fonde en Chine la Central News Agency, ou Agence Chekiai.
- le 8 avril 1924, Mussolini place l'Agence Stefani sous le contrôle du « sansepolcriste » Manlio Morgagni, qui en fait la voix officielle du gouvernement en Italie et à l'étranger[235]. Grâce aux capitaux fournis par l'État italien, l'agence passe en Italie de 14 à 32 bureaux et de 160 à 261 correspondants, et à l'étranger de 12 bureaux à 14 bureaux[236]. Selon Manlio Morgagni, AP ne doit plus diffuser de service mondial en Italie et Reuters et Havas n'y diffuser que des nouvelles de leur pays[237]. Il obtient la signature d'un « pacte à quatre », avec Havas, AP et Reuters, qui se révélera purement symbolique.
- en 1925, United Press obtient des succès en Inde, où elle a vingt correspondants dès 1926.
- en 1925, l'Australien Keith Murdoch, fondateur du United Service australien, lance une charge violente contre Reuters.
- en 1926 en Espagne, Primo de Rivera fait racheter par un groupe de banquiers espagnols l'Agence de presse Fabra[231].
- en 1933, l'agence japonaise Shimbum Ringo, coopérative depuis 1923, s'allie avec l'Associated Press américaine[234].
- le 13 décembre 1937, Adam Malik, Soemanang, AM Sipahoetar et Pandoe Kartawagoena fondent Antara en Indonésie.

### L'État au secours d'Havas en Amérique du Sud, pourtant dopé par la publicité financière en France
En France, à la tête de la branche publicité d'Havas, le commercial Léon-Prosper Rénier table sur une multiplication par deux ou par quatre des budgets des grands annonceurs, dans une France d'après-guerre où tout est à reconstruire, y compris la notoriété des marques. Dès 1920, la fusion avec la Société générale des annonces permet un apport de 10 millions de francs, sous forme de 20 000 actions de 500 francs, sans compter les biens immobiliers et le fonds de commerce, qui prend de la valeur avec le succès de la publicité. Le capital passe à 27,7 millions de francs en 1921. En 1922, c'est 37 millions de francs, puis 50 millions de francs en 1924, 80 millions de francs en 1927 et 105 millions en 1930. « Compte tenu de la dépréciation du franc », les moyens de la société sont supérieurs, à partir de 1927, à ce qu'ils étaient en 1921. Mais l'énorme manne publicitaire découlant de la très forte croissance économique des années 1920 n'a pas permis à la branche information de gagner des parts de marché à l'international, malgré l'aide de l'État.
À l'international, la guerre a eu deux conséquences :
- L'Armistice de 1918, impose le démantèlement de l'Agence Continentale allemande et du Telegraphen Korrespondantz Bureau autrichien Mais Havas ne parvient qu'à nouer des alliances avec les nouvelles agences nationales qui lui succèdent, Magyar Távirati Iroda (MTI)[240] en Hongrie, Česká tisková kancelář (CTK) en Tchécoslovaquie et l'Agence Rador en Roumanie et Agence Anadolu en Turquie[241]. Seul succès, la Suisse, vers laquelle Havas diffuse 100 000 mots par jour dès 1923, soit un doublement en dix ans[242].
- en Amérique du Sud, zone dévolue à Havas par l'accord de cartel, plusieurs erreurs ont été commises pendant la guerre, sur injonction de la censure française de l'époque[243]. De plus, la nationalisation en Espagne de l'Agence Fabra, partenaire de l'Agence Havas, affaiblit la couverture hispanophone, même si les liaisons radios longue distance ont dynamisé le marché dans les années 1920, Havas étant la première à émettre vers Buenos Aires. Dès 1919, à la demande de journaux sud-américains, l'agence américaine Associated Press pénètre en Amérique du Sud. À partir de 1923, plus aucune dépêche d'Agence Havas n'apparaît dans les grands quotidiens de Santiago du Chili et Valparaiso[244], ceux d'Argentine préfèrent les agences américaines, tandis que les mexicains sont alimentés en informations gratuites par des officines allemandes[243]. Les recettes d'Havas sont « insignifiantes » au Pérou, en Équateur, au Mexique et en Colombie[245].Même au Brésil, elles ne couvrent pas les dépenses. Le 19 mars 1922, les services du ministère des Affaires étrangères français s’émeuvent de voir la percée de l’agence allemande Duems au Mexique, où Havas vient de fermer ses services pour raisons d’économie. Ils proposent de subventionner alors les services d’Havas. Le Quai d'Orsay s'alarme de cette situation et propose de subventionner Havas[243], mais sans pouvoir enrayer la chute. L'agence doit fermer son service « Amérique latine » pendant deux ans en 1922[246]. Le déficit dans cette région est ensuite comblé par l'État, via un crédit mensuel qui atteint 300 000 francs en 1930[245]. À partir de 1925, l’Associated Press souhaite vendre directement ses services partout où c’est possible, en faisant valoir que United Press s'infiltre aussi en Asie et en Amérique du Sud.

### Le traité de 1927 fait de l’Amérique du Sud une zone ouverte à tous
Les quatre agences de presse mondiales et généralistes qui sont censées encore se partager le monde se réunissent à Varsovie le 21 mai 1927, puis à Genève, où elles signent l'Accord du 26 août 1927 sur l'information. Il leur faut prendre une décision, car l’entente bat de l’aile. Havas, Reuters, l'Agence Continentale, Associated Press, les quatre sont présentes, mais les rapports de force ont profondément évolué. Résultat, l’ouverture quasiment totale des marchés. Il est décidé que chaque agence pourra assurer des services complémentaires aux journaux paraissant sur le territoire des autres, en consultant l'agence intéressée.
Associated Press obtient la suppression du paiement de la soulte versée à Londres et à Paris, mais aussi la liberté d'action à Cuba, aux Antilles britanniques, en Amérique centrale et du Sud. L’Amérique du Sud est également ouverte à Reuters. En échange, l'Agence Havas et Reuters se voient reconnaître la possibilité d’agir librement au Canada et au Mexique, détail qui aura pour conséquence la création, mais plus tard, d'un service de nouvelles en français pour la presse canadienne francophone, une fois les résistances levées. En échange, l'Extrême-Orient n’est plus la chasse gardée de Reuters : il est ouvert à l'Agence Havas, tandis qu’Associated Press est autorisée à introduire ses services au Japon. La concurrence deviendra très intense en Amérique latine, sans que l'Associated Press ne parvienne à y rattraper sa concurrente américaine UPI, créée en 1907.

### L'agence allemande du Trust Hugenberg est fusionnée avec l'Agence Continentale
La république de Weimar voit des industriels allemands importants investir dans les médias, tel l'homme d'affaires Hugo Stinnes, qui devient propriétaire de la Deutsche Allgemeine Zeitung de 1920 à 1924. Au même moment, le principal industriel de l'acier Alfred Hugenberg se met à contrôler directement ou indirectement 1 600 journaux allemands, formant le premier groupe de presse européen, appelé le Hugenberg, grâce à d'importantes acquisitions, comme celles de l'empire de presse d'August Scherl, qui comptait les journaux à sensation Berliner Lokal-Anzeiger, Die Woche, et Die Gartenlaube. Dans les années 1920, le Trust Hugenberg mutualise ses services. Au centre se trouve une agence de presse, la Telegraphen Union, créé en 1913 et achetée en 1916, couplée à une société de production d’actualités filmées UFA, rachetée le 1er avril 1927 et dirigée jusqu'en 1931 par Klitsch, puis un atelier central de composition, offrant de nombreux travaux de sous-traitance aux journaux de province. Dirigée à partir de 1921 par Otto Mejer, elle a pour rédacteur en chef August Franz Anton Hans Fritsch, ex-directeur du Welpolitische Rundschau, qui après 1933 deviendra membre du parti nazi et responsable d'une société de radio. Condamnée au Procès de Nuremberg, il sera ensuite amnistié.
Placée sous le contrôle direct de Joseph Goebbels, ministre de la Propagande du gouvernement dirigé par Adolf Hitler, la Telegraphen Union fonctionnait avec un système de 2 000 correspondants, dont les envois étaient édités par 90 journalistes au siège de l'entreprise à Berlin. Le 27 juin 1933, Alfred Hugenberg est contraint d'abandonner ses portefeuilles ministériels. Son parti est dissous et son groupe de presse confisqué. En mai 1934, le codirecteur de l'Agence Continentale Hermann Dietz est mis à la retraite d'office et en août, l'autre codirecteur, Arthur Rawitzski, est arrêté à son retour des Pays-Bas.
La Telegraphen Union fusionne en novembre 1934 avec l'Agence Continentale pour former le Deutsches Nachrichtenburo (DNB), société privée et contrôlée par des proches d'Adolf Hitler, elle aussi dirigée par Otto Mejer. Au même moment, la maison d'édition du parti nazi, l'Eher Verlag prend la majorité du capital dans de nombreux quotidiens, 55 en 1933 puis 27 autres en 1934,. L'Agence de presse Transocean assiste le DNB, en particulier pour les émissions radio à destination de l'étranger. Elle étend son réseau à tout le continent sud-américain, relayé en Colombie et en Équateur par des services dépendant directement de l'ambassade allemande.

## L’après-Guerre

### Les conséquences de la décolonisation
Après la Seconde Guerre mondiale, l’Agence Tass soviétique règne sur un empire élargi, le « bloc communiste », où l’information est centralisée et très contrôlée. De nombreux états ont par ailleurs créé leur propre agence nationale d’information pendant la guerre. Pour certains, c'est la conséquence du conflit, comme en France, où l'Histoire de l'Agence d'information Havas s'est achevée par la décision de la nationaliser, pour cause de collaboration. Dès le début des années 1950, cette nouvelle Agence France-Presse est cependant concurrencée en Amérique du Sud par l'United Press américaine et en France par l'Agence centrale de presse.
Les débuts de la décolonisation font ensuite émerger des revendications tiers-mondistes, souvent brandies par des révolutions marxistes. À Cuba, l'Agence de presse Latin est créée le 9 avril 1959 sous l'impulsion de Che Guevara pour parler de l'Amérique latine aux Latino-Américains, puis s'est voulue « la voix du tiers-monde ». Mais son caractère militant et politisé ruinent ses efforts pour devenir une agence mondiale. Son projet est repris en 1975 par l'Agence commune des pays non alignés (NANAP, en anglais), dirigée, financée et soutenue par l'Agence Tanjug de Yougoslavie. Transformée en système de coopération entre les agences de presse des pays non alignés, elle se maintient jusqu'au milieu des années 1990, sans avoir réussi de véritable percée commerciale.
Le processus de décolonisation qui s’affirme lors de la Guerre d'Algérie amène les agences de presse à réfléchir sur leur modèle économique et de gouvernance. C’est le virage principal de l’Histoire de l'Agence France-Presse de 1944 à 2011, qui tente alors de couvrir la Guerre d'Algérie de façon la plus neutre et la plus factuelle possible, des deux côtés du conflit, en recourant en particulier à la photographie. Jean Marin, le directeur de l'AFP milite pour un statut protégeant durablement cet effort de neutralité. Trente ans après que la Press Association britannique, fédérant les journaux régionaux anglais, ait pris en 1925 la majorité du capital de Reuters, un schéma du même type est retenu pour l'AFP, s'inspirant du Reuters Trust. Dans la nuit du 28 décembre 1956, l'Assemblée nationale française vote à l’unanimité la loi donnant un statut d'indépendance et de neutralité à l'AFP. L'AFP ouvre un bureau à Pékin en 1958, puis d'autres en Asie. Le service en langue arabe lancé le 1er janvier 1969 permet d'ouvrir progressivement de nouveaux bureaux.

### Années 1950: Reuters se développe dans l'économie
Après la seconde guerre mondiale, Reuters traverse des difficultés financières et acquiert la réputation de très mal payer ses cadres et journalistes, en particulier ceux qui suivent l'économie et la finance, disciplines considérées comme moins prestigieuses. Pour une bouchée de pain, Reuters récupère en 1944 le Comtelburo, petite agence latino américaine spécialiste des matières premières qu'elle développe progressivement. En Thaïlande, l'agence gagne de l'argent par le suivi inventif du marché du caoutchouc, selon le témoignage de Michael Nelson, qui est successivement en poste en Thaïlande, à Ceylan, au Pakistan, à Singapour puis en Malaisie. À Londres, Alfred Geiringer, un ex journaliste des quotidiens News Chronicle, The Daily Telegraph, New York Times et Daily Herald, prend la direction des services d'information commerciale, encore en difficulté en 1952, puis du Comtelburo en 1953. Il forme des jeunes à la diffusion de cours et cotations. En 1959, il crée le « Universal News Services », qui permet de diffuser des communiqués d'entreprises, identifiés comme tels et contre rémunération, au sein du fil d'informations.
Le bénéfice du Comtelburo double entre 1950 et 1959, pour atteindre 143000 sterling. Cette année-là, les ventes du Comtelburo représentent à elles seules le tiers du chiffre d'affaires de l'agence Reuters.

### Années 1960: Reuters perce dans la finance
Reuters a anticipé l'évolution technologique dès les années 1960 en lançant des produits destinés aux marchés financiers américains, comme le Stockmaster. Sa croissance réussie dans les matières premières au cours de la décennie précédente amène Reuters à s'intéresser à la finance. En 1962, le chef de l'économie chez Reuters, Michael Nelson, entend parler de spéculations sur les innovations technologiques de l'ingénieur Jack Scantlin son nouveau service Quotron, qui offre les cours de Bourse sur un mini-boitier électronique. Après avoir tenté, sans succès, de négocier avec lui un accord commercial à New York, Reuters noue un partenariat en 1963 avec Ultronics Systems, qui commercialise un produit équivalent, le Stockmaster. Ce nouveau marché amène Reuters à s'informatiser : Gerald Long, le directeur général nommé en 1963, place à la tête d'un nouveau service informatique Glen Renfrew, qui lui succédera en 1981 comme patron de l'agence. En 1967, Reuters rompt ses contrats avec Associated Press et Dow Jones, pour développer ses propres réseaux d'information économique et financière aux États-Unis.
Le 3 avril 1968, l'indice Dow Jones s'envole à Wall Street après un scoop de Reuters : le Front national de libération du Sud Viêt Nam se déclare prêt à négocier avec Washington. Son représentant l'a dit à l'antenne d'une radio écoutée par Reuters à Singapour. L'agence Dow Jones Newswires l'annonce à son tour, avec 21 minutes de retard. Reuters commande une publicité dans le Wall Street Journal, avec un gros titre : « Vietcong willing to talk and it takes Wall Street 21 minutes to find out ». Elle gagne 40 nouveaux clients à Wall Street en deux semaines. Son chiffre d'affaires, dopé par le Stockmaster, est multiplié par 16 entre 1965 et 1980 et l'agence, toujours sous statut coopératif, affiche progressivement des bénéfices élevés : 1,1 million de livres sterling dès 1975 contre une perte de 57 000 livres sterling (1,4 % du chiffre d'affaires) en 1964. Ces services auront une telle croissance qu'en 1995 Reuters tirera 95 % de ses revenus de ses activités financières, parmi lesquelles l'exploitation de réseaux de transaction, assurant de confortables redevances d'utilisation mais source de conflits d'intérêts potentiels, Reuters étant aussi présent dans l'information économique.

### Après les chocs pétroliers, nouveaux acteurs dans l'information financière, disparition de UPI
Les chocs pétroliers des années 1970 entrainent un développement des marchés financiers, qui profite aux spécialistes de l'information financières. C'est d'abord Dow Jones Newswires, qui bénéficie d'une forte croissance puis s'allie avec l'Associated Press. Puis la montée en puissance de Bloomberg, tout au long des années 1990, freine la croissance de Reuters et coupe l'herbe sous le pied à l'AFP qui avait lancé en 1991 la filiale d'informations financières AFX, en partenariat avec le Financial Times.
Deux des trois agences de presse américaine connaissent de graves difficultés avant de disparaître. C'est d'abord l'International News Service, obligée de fusionner avec UPI à la fin des années 1950. La société fusionnée fait elle-même faillite dans les années 1980. Sa quasi-disparition offre une bouffée d'oxygène aux autres agences mondiales et généralistes dans les années 1990.
Le succès de la presse magazine a suscité une autre concurrence pour les agences mondiales et généralistes, avec l'apparition d'une multitude d'agences de petite taille, couvrant de très nombreux domaines spécialisés.

### L'AFP devient l'une des trois agences mondiales
Alors que deux des trois agences américaines sont disparues et que les agences nationales ou tiers-mondistes ont raté leur percée, l'effort de l'AFP pour se mettre aux canons de neutralité d'une agence mondiale et généraliste paie. En 1972, le scoop de Charles Biétry sur le drame de la Prise d'otages des Jeux olympiques de Munich amène plusieurs grands journaux américains à s'abonner. La proportion de l'international dans le chiffre d'affaires augmente de 50 % entre 1970 et 1986, pour atteindre presque 18 % du total. L'AFP comptait 59 bureaux situés « outre-mer » en 1957, dont 13 dans les anciennes colonies. Quarante ans après, elle a 112, presque deux fois plus. Les trois agences mondiales ont chacune des importants départements photo, télévision et infographie, profitant de l'explosion du marché des sites internet et des chaines d'information en continu. De fait, elles évincent les agences spécialisées dans la photo du marché de l'actualité.

## Chronologie

### XIXesiècle

#### Avant les câbles transatlantiques
- 1832 : fondation de l'Agence Havas à Paris
- 1848 : fondation de l'agence Associated Press à New York
- 1849 : fondation de l'Agence Continentale à Berlin
- 1850 : fondation de l'agence Reuters à Londres
- 1853 : fondation de l'Agence Stefani à Rome
- 1856 : l'Agence Havas, l'Agence Continentale et Reuters signent un accord pour échanger des cours de Bourse et de marchandises[261]
- 1857 : Havas a éliminé ses principaux concurrents sur le marché de la publicité[262]
- 18 juillet 1859 : les trois se partagent le monde (hors États-Unis) pour la collecte de toutes les nouvelles et garantissent un oligopole dans leur pays[262]
- 1860 : fondation de l'agence Telegraphen Korrespondantz Bureau (Korbureau) à Vienne
- 1861 : Havas signe un accord avec l'Agence Stefani[261]
- 1862 : fondation de la Western Associated Press à Chicago, sur fond de Guerre de Sécession
- 1862 : Central Press fondée par le britannique William Saunders (journaliste) (1823 – 1895)
- 1862 : accord bilatéral Reuters-New York Associated Press
- 1865 : Reuters entre en Bourse pour racheter des concurrents, mais sans succès
- 1865 : l'Agence Continentale devient société par actions, obtient de Bismarck différents privilèges et l'implication de son banquier Gerson von Bleichröder (1822-1893)
- décembre 1866 : accord bilatéral Havas-Korbureau[263]
- 1867 : accord bilatéral Havas-Wolff[264]
- 1857 : Havas fusionne avec sa filiale publicité, la Société générale des annonces[265]
- 1866 : entrée en service du premier câble télégraphique Londres-New York (via Terre-Neuve).

#### Après les câbles transatlantiques
- 1866 : fondation de l'Agence de presse Ritzaus à Copenhague
- 1867 : fondation de l'Agence de presse Fabra à Madrid par Nilo Fabra
- 1867 : fondation de l'agence Norks Telegrambyra à Oslo, coopérative de quotidiens
- 1868 : 140 nouveaux journaux en France grâce à la fin de l'autorisation préalable de création[261]
- 1868 : fondation de l'agence Press Association à Londres, coopérative de quotidiens
- 31 juillet 1868 : loi du gouvernement conservateur de Benjamin Disraeli nationalisant les compagnies anglaises de télégraphe[266].
- 1869 : le Telegraph Act de 1869 abaisse les tarifs pour Reuters, Central Press et Press Association
- 30 mai 1869 : Havas et Reuters signent avec l'Agence autrichienne Telegraphen Korrespondantz Bureau[265]
- 1869 : l'Agence Continentale s'entend avec la Western Associated Press plutôt que partager avec Havas et Reuters le service New York Associated Press
- 17 janvier 1870 : traité entre les 3 grandes européennes, strict partage du monde, Reuters ne contrôle plus que les Pays-Bas et l'Angleterre, cède l'Allemagne à l'Agence Continentale[267]
- 1870 : Bismarck utilise la Dépêche d'Ems de l'Agence Continentale pour déclencher la guerre
- 1870 : Bombay relié à Londres par un câble sous-marin.
- 1870 : l'Agence Havas rachète l'Agence de presse Fabra et la transforme en Havas-Madrid
- 1870 : Central Press de William Saunders (journaliste) devient Central News
- mars 1872 : The Exchange Telegraph Company, est créé par Sir James Anderson[268], qui avait installé le câble de 1866, pour en déployer un autre.
- 1873 : fondation de l'agence Siberian Telegraph Agency à Irkoutsk
- 1874 : le câble télégraphique arrive à Bombay[269]
- 1874 : le câble télégraphique arrive à Colombo, Singapour, Saigon, Shangaï, Yokohama, Port-Darwin, Adélaïde[269]
- 1874 : un câble sous-marin relie Londres à Recife
- 1874 : l’Amérique du Sud devient l'axe de croissance de l’Agence Havas, qui ouvre neuf bureaux en deux ans, en partenariat avec Reuters

#### Après l'invention du téléphone moderne
- 1874 : Alexander Graham Bell invente le téléphone électrique moderne
- 1875 : premier Traité quadripartite des agences de presse. L'Associated Press de New York, concurrencée par la WAP, entre dans l'alliance.
- 1875 : 2e accord Havas-Reuters, l'Amérique du Sud à Havas, l'Asie à Reuters
- 1877 : le statut des agences débattu aux entretiens Crispi-Bismarck. Crispi veut faire de Stefani un agent de sa politique et Bismarck demande à Continental d'être plus bismarckienne.
- 1878 : Lois sur le télégraphe de 1878 en France s'inspirant du Telegraph Act de 1869
- 1878 : l'Agence Havas édite trois éditions de sa « correspondance générale », radicale, républicaine modérée et conservatrice[265]
- juillet 1879 : la SGA cède les annonces en province et à l'étranger à la S.A Havas, capitalisée 8,5 millions de francs en Bourse, 7,5 % du capital au baron Émile d'Erlanger[265]
- 1879 : fondation de l'agence New Zealand Press Association
- 1881 : Loi du 29 juillet 1881 sur la liberté de la presse, sur fond de création d'associations de journaux et journalistes, encore illégales
- 1882 : fondation de l'agence Dow Jones à New York
- 1882 : fondation de l'agence United Press (association)
- 1884 : la loi Ollivier abolit la Loi Le Chapelier, légalise l'Association syndicale professionnelle des journalistes républicains français
- 1884 : l'Agence télégraphique républicaine est créée sous forme associative par Jules Chapon
- 1886 : fondation de l'agence Shimbun Yotatso à Tokyo
- 1887 : projet de Triple alliance télégraphique, entre Bismarck, Francesco Crispi et le Korbureau
- 1887 : l'Agence Havas diffuse en moyenne 3 000 à 5 000 mots à un abonné français[265]
- 1887 : l'Agence Havas se plaint à l'Agence Continentale de la couverture de l'Affaire Schnæbelé, incident diplomatique franco-allemand
- 1887 : la couverture des élections allemandes par l'Agence Continentale jugée trop favorable à Bismarck, envoyés spéciaux des quotidiens français
- 1887 : première ligne téléphonique Paris-Bruxelles
- 1889 : première ligne téléphonique Paris-Londres, le nombre de mots passe de 1 500 à 30 000 par jour
- 1889 : l'alliance entre agences européennes fait une place à l'Agence Stefani italienne et l'autrichienne Telegraphen Korrespondantz Bureau[265]
- 1890 : fondation de l'Agence Dalziel à Londres et Paris
- 1892 : fusion de la New York Associated Press avec la Western Associated Press à Chicago et la United Press (association)
- 1893 : le traité de 1875 avec Associated Press renouvelé[265]
- 1894 : fondation de l'Agence Télégraphique Suisse à Berne
- 1898 : le traité de 1889 renouvelé avec peu de changements[265]
- 1902 : Accord de 1902. AP récupère les Philippines, Cuba, Hawaï et Porto Rico et crée 4 bureaux (Londres, Berlin, Rome, Paris) alors qu'elle n'avait qu'un correspondant à Londres
- 1894 : la TSF franchit la Manche puis l'Atlantique

### XXesiècle

#### Avant l'avènement de la radio
- 1904 : fondation de l'Agence télégraphique de Saint-Pétersbourg à Moscou
- 1907 : fondation de l'agence United Press par Edward Willis Scripps avec 369 journaux clients
- 1907 : l'Agence Continentale se discrédite en créant la mention Tractatus
- 1908 : l'Agence Havas a 400 correspondants en France et 40 bureaux à l'étranger[270]
- 1909 : accord Reuters, Havas, Agence Continentale validant la mention Tractatus[270]
- 1909 : fondation de l'agence International News Service par William Randolph Hearst
- 1912 : l'Agence Havas installe un bureau permanent à Rabat[270]
- 1913 : l'Agence Havas installe un correspondant permanent à New York et à Saint-Pétersbourg[270]
- 1913 : création de la Telegraphen Union, rachetée en 1916 par le Trust Hugenberg en Allemagne
- 1914 : l'Agence Havas emploie 350 personnes au siège et une centaine à l'étranger[270]
- 1914 : l'Agence de presse Transocean prend la succession à l'international de l'Agence Continentale
- 1914 : Reuters fonde l'Agence Kokusaï au Japon[261]
- 1915 : krach de la banque Reuters, suicide d'Herbert de Reuter, le cours de bourse perd 2/3 de sa valeur, rachat par Roderick Jones, directeur général et Mark Napier, président
- 1916 : l'agence International News Service interdite de câble transatlantique
- 1917 : fondation de l'agence La Presse canadienne
- 1920 : fondation de l'Agence télégraphique belge de presse (Belga) à Bruxelles

#### Après l'avènement de la radio
- 1922 : fondation de l'agence British United Press pour les journaux de l'Empire britannique
- 1923 : La Presse canadienne, simple réseau d'échange devient coopérative d'information nationale regroupant tous les journaux canadiens, sur le modèle de la Press Association britannique.
- 1923 : la BBC s'engage par écrit à ne pas concurrencer 4 agences : Central News, Reuters, The Exchange Telegraph Company et Press Association
- 1924 : création en Chine de la Central News Agency par le Kuomintang
- 1925 : la Press Association rachète 53 % de Reuters
- avril 1927 : la direction d'Associated Press, membre du Traité quadripartite des agences de presse depuis 1875, en vote la dénonciation
- 21 mai 1927 : conférence générale des 4 agences alliées, à Varsovie
- 24 août 1927 : la SDN les réunit à Genève. L'Accord du 26 août 1927 sur l'information ouvre à l'Associated Press le Canada et l'Amérique latine, également ouverte à Reuters[271]
- fin 1927 : finalisé, l'accord ouvre (officiellement) à Havas le Canada, le Mexique et le Japon, jusque-là territoire Reuters[272]
- 1930 : l'Agence Havas signe son premier contrat avec La Presse canadienne
- 1930 : l'Agence Havas produit en moyenne 80 000 mots par jour, 100 000 au maximum[270]
- 1931 : Shimbum Ringo, ex Agence Kokusaï, passe un accord d'échange de services radio avec l'Agence Havas.
- 1934 : rupture des contrats internationaux entre agences[270]
- 1935 : fondation de l'agence Australian Associated Press à Sydney
- 1938 : fondation de l'agence de presse EFE à Burgos
- 1941 : l'Association des propriétaires de journaux britanniques achète la seconde moitié des actions Reuters
- 1941 : création du Reuters Trust, engageant une volonté d'indépendance, d'impartialité et d'exactitude
- 1945 : fondation au Japon de Kyodo News pour les médias
- 1945 : fondation au Japon de Jiji Press pour les nouvelles économiques aux entreprises
- 1951 : La Presse canadienne diffuse un service d'information francophone
- 1953 : la création de l'Agence centrale de presse menace l'AFP
- 1956 : l'Agence France-Presse diffuse 400 000 mots par jour[270]
- 1959 : naissance de United Press International, par fusion avec International News Service qui ne récupère que 5 % du capital
- 1963 : Reuters lance le Stockmaster, produit « pull » permettant de faire son choix d'info boursière, concurrent du quotron et de telequote
- 1980 : l'Agence France-Presse a 2 000 salariés, dont 465 journalistes au siège, 80 en province et 438 à l'étranger, des bureaux dans 163 pays, des clients dans 154 pays[270]
- 1981 : fondation de l'agence Bloomberg LP
- 1982 : la famille Scripp se sépare de l'United Press International, dont les difficultés s'aggravent
- 1984 : Reuters décide une Introduction en bourse
- 1990 : la disparition de l'Agence centrale de presse soulage l'AFP
- 2010 : des journalistes pigistes s'unissent pour créer la coopérative Channel agence de presse

## Chronologie résumée des rapports de force
- Années 1830 : Havas dessine son monopole
- Années 1840 : Havas confirme son monopole en Europe
- Années 1850 : Havas bousculé par Reuters et l'AC, qui profitent de la création de nouveaux journaux
- Années 1860 : Havas partage son monopole avec Reuters et l'AC depuis 1859. La WAP concurrence la NYAP depuis la Guerre de Sécession
- Années 1870 : Havas bat l'AC en Europe depuis la Dépêche d'Ems. Laisse l'Asie à Reuters, versus l'Amérique latine. Central News et le Telegraph Act de 1869 stimulent la demande
- Années 1880 : Havas, Reuters et l'AC battues par des quotidiens, la NYAP par l'United Press (association)
- Années 1890 : Havas et Reuters concurrencées par l'Associated Press unifiée et le projet de « Triple Alliance »
- Années 1900 : Havas et Reuters battues par l'Associated Press enrichie
- Première Guerre mondiale : faillite de Reuters, l'AC et le Korrbureau démembrés
- Années 1920 : Havas supplante le Korrbureau en Europe. Concurrencée ailleurs par l'United Press, qui bat Reuters en Asie et dans le Commonwealth
- Années 1930 : Havas déficitaire pendant six ans dans l'info. Reconquête du Commonwealth par Reuters
- Années 1940 : AFP (ex-Havas) règne en Afrique, Reuters sur le Commonwealth
- Années 1950 : United Press bat l'AFP (ex-Havas) en Amérique du Sud,
- Années 1960 : Expansion de Reuters aux États-Unis par des produits financiers et des partenariats
- Années 1970 : United Press battue aux États-Unis par Reuters et l'AFP, qui concurrence Reuters en Asie
- Années 1980 : United Press casse les prix et agonise
- Années 1990 : Reuters concurrencée par Dow Jones, Bloomberg et AFX. United Press supplantée par EFE et l'AFP en Amérique latine
- Années 2000 : Reuters battue par Bloomberg. Les quotidiens cassent les prix.